# Jan Vejrych
Jan Bedřich Vejrych (6. června 1856 Horní Branná – 24. června 1926 Dobrá Voda u Příbrami) byl český architekt spjatý s obdobím novorenesance přelomu 19. a 20. století.
Byl autorem novostaveb i přestaveb veřejných i soukromých budov v eklektickém neorenesančním stylu, pro který jsou typickými prvky polygonální či dlátkové věže, sgrafita a plastické výzdoby (včetně lunet), později i s prvky secese. Pochopitelně se nezabýval jen celkovými návrhy budov, ale cizeloval i detaily včetně kování nebo mobiliáře uvnitř i vně budov. Jeho zdobné návrhy se však zřejmě často rozcházely s představami nebo možnostmi investorů, takže se realizace dočkala jen část jeho návrhů.

## Život

### Mládí a studia
Vejrychovy rodiče Jan a Bedřiška (rozená Mejvaldová) pocházeli z Horní Branné, do manželství vstoupili roku 1851 a šlo tehdy o nepříliš zámožnou rolnickou rodinu. Syn Jan se jim narodil po pěti letech manželství. Projevoval studijní talent, a proto mu rodiče chtěli dopřát i lepší školy. Po vychození obecné školy (od května 1862 do října 1867) na radu místního faráře p. Kozáka jej v roce 1868 poslali vystudovat nižší reálné gymnázium v Jičíně a odtud Vejrych přestoupil na vyšší reálné gymnázium v Hradci Králové, kde roku 1874 úspěšně absolvoval maturitní zkouškou.
Po maturitě se Vejrych zapsal na obor vodního a silničního stavitelství Českého polytechnického ústavu v Praze, ovšem po ukončení druhého ročníku musel studium v roce 1876 z finančních i zdravotních důvodů přerušit a odešel do firmy stavitele Troníčka, kde nejprve pracoval v kanceláři a poté na vlastní žádost jako zedník, po krátké době i ve funkci políra. Po roce praxe se souběžně se zaměstnáním vrátil na studia, tentokrát do oboru pozemního stavitelství se zaměřením na architekturu. Studium uzavřel roku 1880 s prospěchem výtečným.

### Praktikant

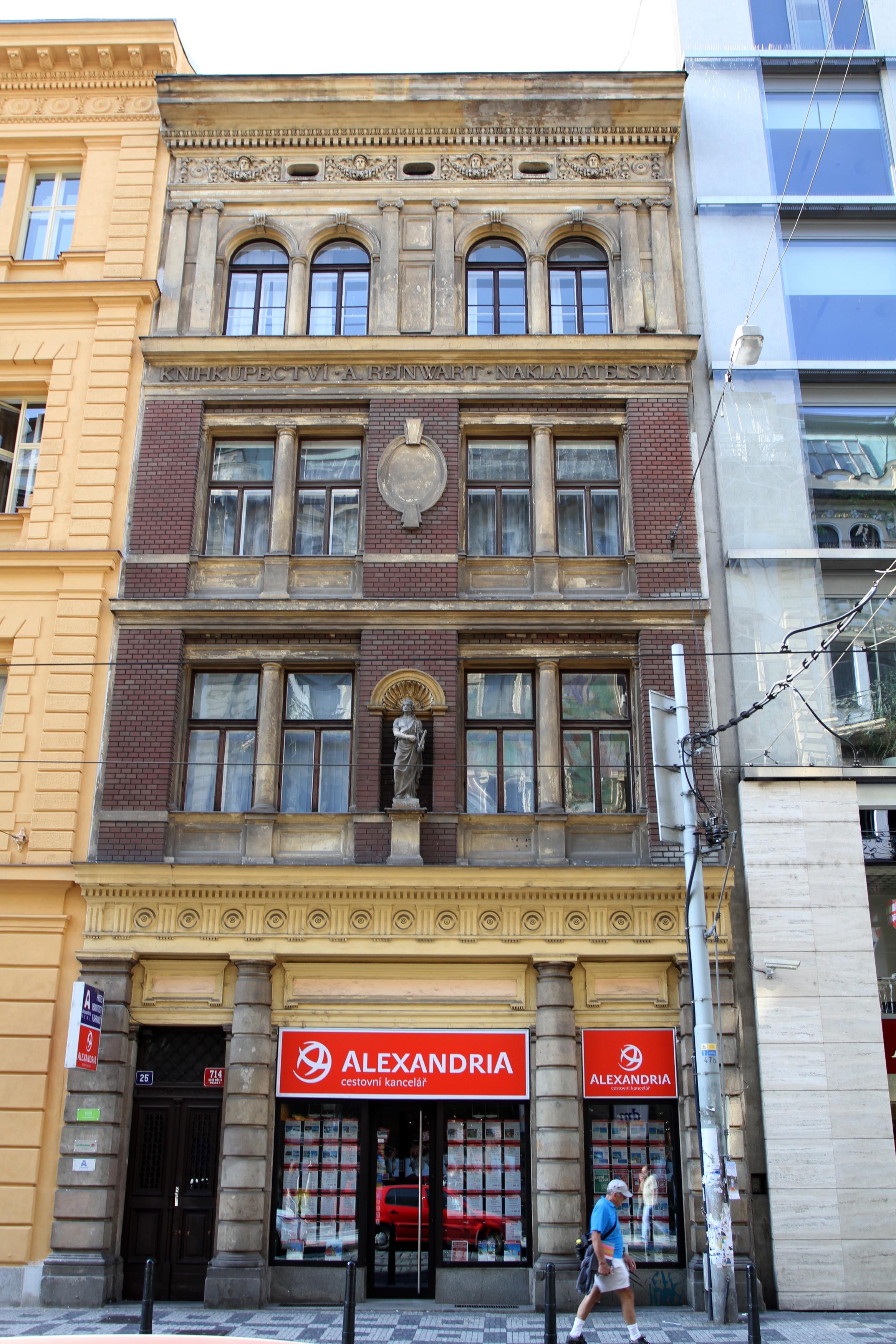
Knihkupectví a nakladatelství Antonína Reinwarta, Vodičkova 25

Počátkem roku 1881 získal Vejrych místo v inženýrské a architektonické kanceláři Achille Wolfa, díky které mohl spolupracovat na řadě projektů a soutěží a seznámit se s řadou rozhodujících lidí ze stavitelského oboru. První významnou prací se stala dokumentace jednak pro radnici ve Vamberku (nerealizováno), jednak pro nájemní dům knihkupce Antonína Reinwarta v pražské Vodičkově ulici, kteroužto stavbu pak také samostatně vedl (dnes č. 25, se sochou pěvce Lumíra v 1. patře). Poté se Vejrych účastnil několika architektonických konkursů, přičemž jeho návrh nové tkalcovské školy a radnice v Jilemnici z roku 1884 byl dokonce hodnocen jako nejlepší ze čtrnácti zaslaných návrhů a Vejrych za něj obdržel odměnu 200 zlatých, v době tehdejší hospodářské krize však návrh nebyl realizován.
V roce 1886 vypracoval Vejrych pro rodnou Horní Brannou projekt základní školy, která byla dostavěna a otevřena roku 1888. Jde o střízlivě pojatou stavbu v antickém, poměrně strohém stylu, který se pak u něho již neopakoval. V letech 1886 až 1888 totiž Vejrych, který v tu dobu měl manželku Janu a dvě dcery, podnikl dvě studijní cesty po Itálii, hrazené ze stipendia 2×1000 zlatých od města Prahy (v této době pobíral vlastní samostatný plat 50 zlatých měsíčně). Zevrubné studium české a italské renesance se promítlo i do výrazné zdobnosti jeho pozdějších projektů.

### Samostatný architekt a stavitel
Roku 1888 si Vejrych otevřel vlastní projekční kancelář se sídlem v Praze, Krakovská ulice 25. Pracoval zpočátku spíše na menších projektech, jako byla například zmíněná hornobrannská škola nebo tři pavilony na Jubilejní zemské výstavě z roku 1890. Zanedlouho získal rakousko-uherský patent na obklady stěn ze šamotových cihel a dlaždic, jimiž bylo možno napodobovat cihelné a kamenné zdivo.

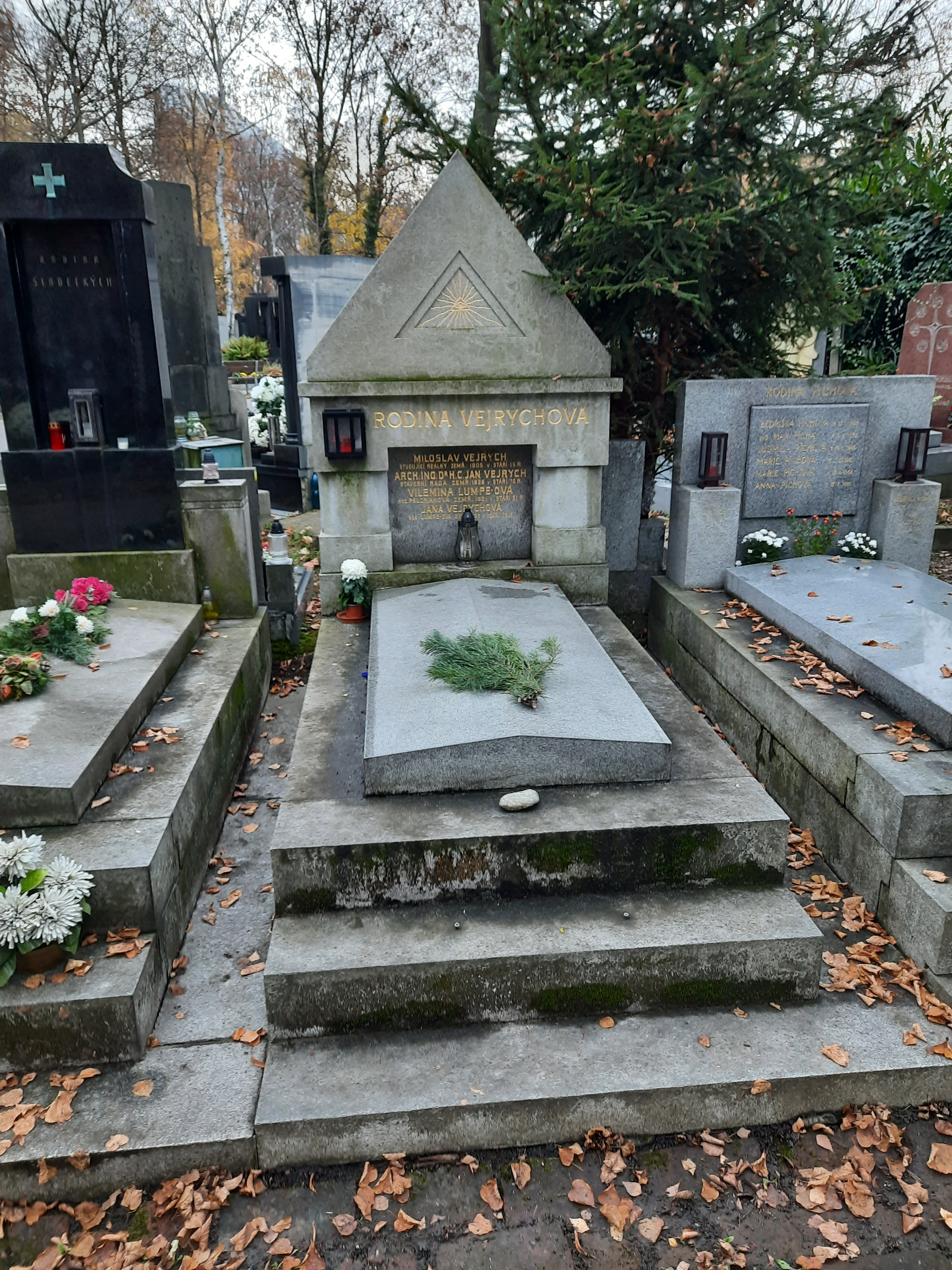
Hrobka rodiny na Olšanských hřbitovech

Roku 1893 získal Vejrych oprávnění samostatného stavitele a začalo jeho nejplodnější desetiletí (i když nutno podotknout, že i tehdy řada jeho projektů zůstala pouze na papíře). Hned následujícího roku se jeho architektonická kancelář přestěhovala (patrně z nostalgických i reprezentačních důvodů) do dříve zmíněného domu ve Vodičkově ulici 25. Většinu projektů však i nadále realizoval mimo Prahu, zejména v podkrkonošské oblasti (Jilemnice, Semily), východních Čechách (Lázně Bělohrad, Pardubice, Nový Bydžov) a středních Čechách (Kladno, Kolín, Slaný), dokázal však i vyrazit za hranice českého království (Maribor). Velkou část jeho tvorby tehdy tvořily i sakrální stavby, tedy návrhy novostaveb i přestaveb hrobek, kaplí, kostelů atd. Angažoval se v přípravě pavilonů pro Národopisnou výstavu českoslovanskou (1895) a Výstavu architektury a inženýrství (1898). V rámci likvidace staropražské zástavby se manželé Vejrychovi stali roku 1901 majiteli části pozemků kolem tehdejší Mikulášské (dnes Pařížské) třídy, kde Vejrych vystavěl domy čp. 66 (Josefov) a 1076 (Staré Město), kam později přestěhoval jak svoji kancelář, tak úřední bydliště.
Roku 1908 byl Vejrychovi udělen titul stavebního rady, roku 1909 se stal členem zkušební komise pro státní zkoušky z architektury a roku 1912 získal za svou rozsáhlou a kvalitní tvorbu čestný doktorát – titul doktora technických věd. V těchto časech však už jeho profesní kariéra vcelku rychle uhasíná, od práce ho pak zcela odstřihla první světová válka a následný republikánský odklon od předválečné zdobnosti ve prospěch prvorepublikové strohosti a nastupujícího kubismu. Zřejmě jeho posledním projektem se tak stává (nerealizovaná) rekonstrukce karlínské Invalidovny z roku 1920.
Architekt Jan Vejrych zesnul roku 1926 krátce po svých 70. narozeninách, manželka Jana zemřela roku 1935. Pohřben byl na Olšanských hřbitovech. Osudy jejich tří dcer (Marie, Alice a Olgy) nejsou známé.
Architekt Dvořák uvádí, že Jan Vejrych byl „Neobyčejně pilný a výtvarně nadaný architekt, znalec historického dědictví. … Vejrychova tvorba je značně rozsáhlá a mnohotvárná. Byl typickým, avšak výtvarně značně kultivovaným eklektikem. Jeho rané stavby byly ovlivněny tvorbou A. Wiehla. Později na svých stavbách využívá kromě forem české renesance i tvarosloví gotické a posléze samozřejmě secesní. Jeho mnohé stavby (jako např. v Praze Hotel Paříž a domy v Pařížské ulici) asi docení teprve budoucnost.“

## Ocenění
- člen předsednictva Spolku architektů a inženýrů
- člen předsednictva Jednoty stavitelů
- stavební rada
- čestný doktor technických věd[3].

## Projekty
Poznámka: Jan Uhlík v rámci své diplomové práce z roku 2013 dohledal 121 projektů, návrhů a skic, u kterých je Vejrych autorem nebo spoluautorem. V galerii se nalézá jen část z nich.

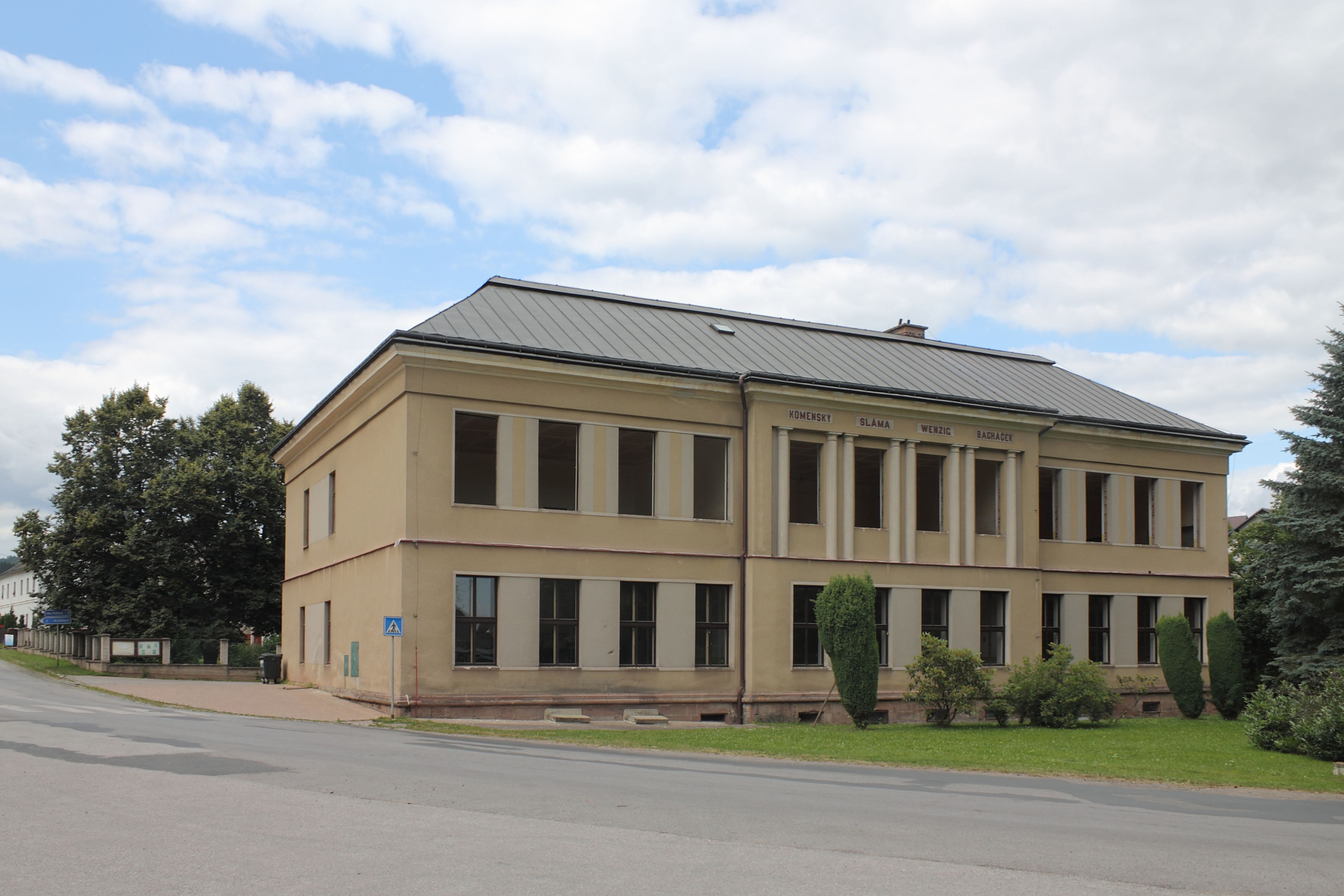
Horní Branná, škola (1872–1888)
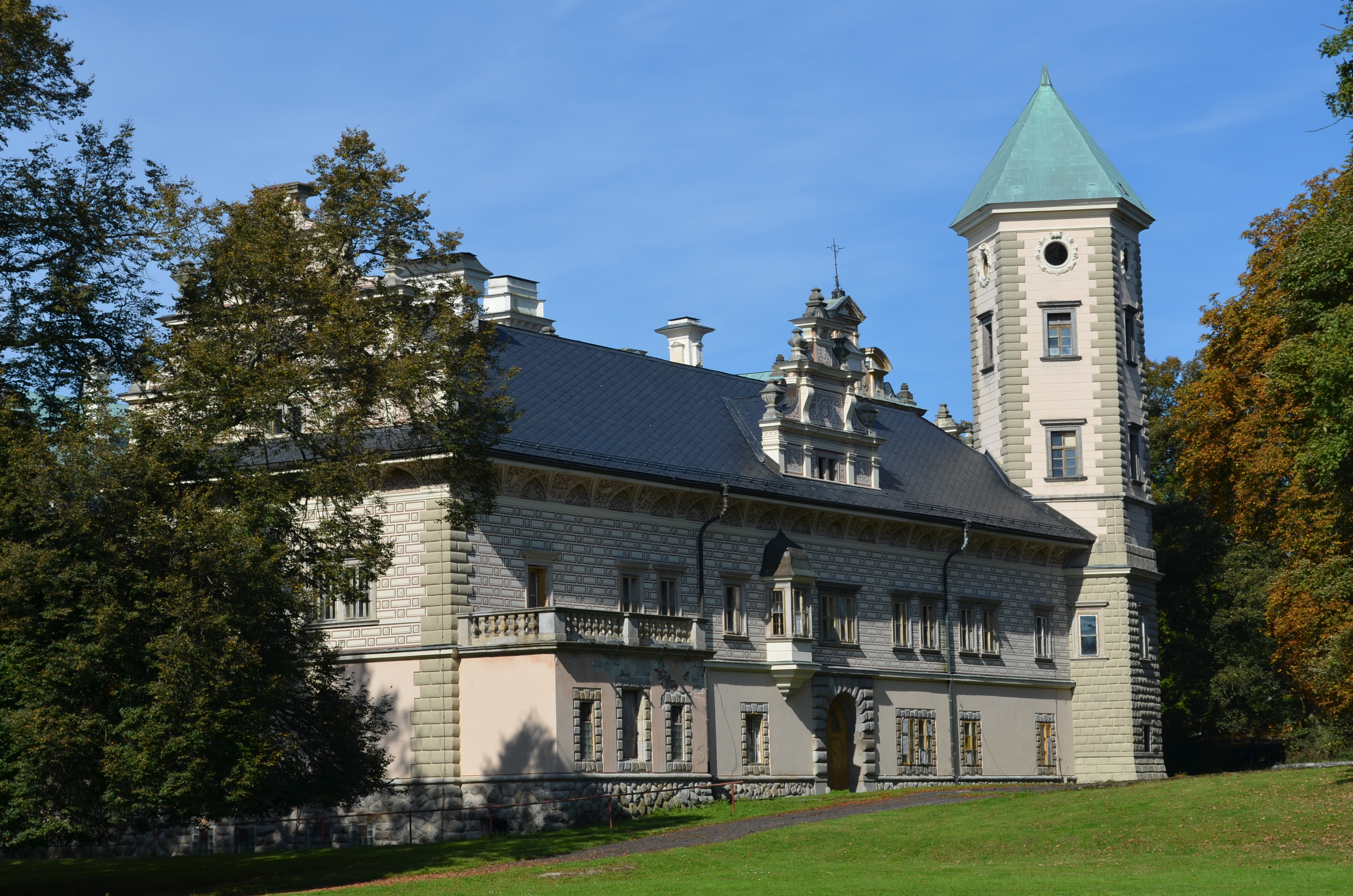
Stružná, přestavba zámku (spolupráce, 1884)
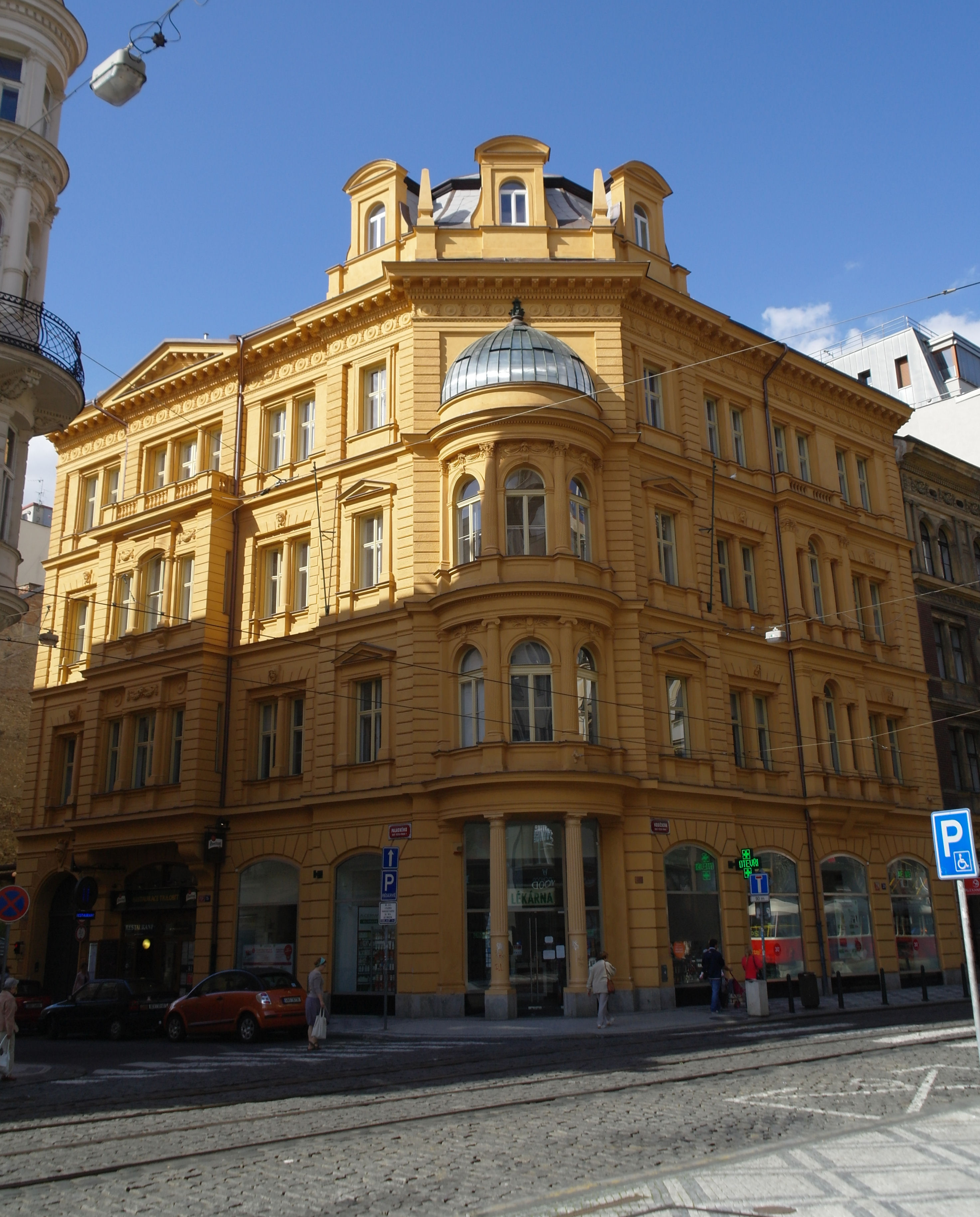
Praha, nájemní dům Vodičkova 23 / Palackého 15 (spolupráce, 1884–1886)
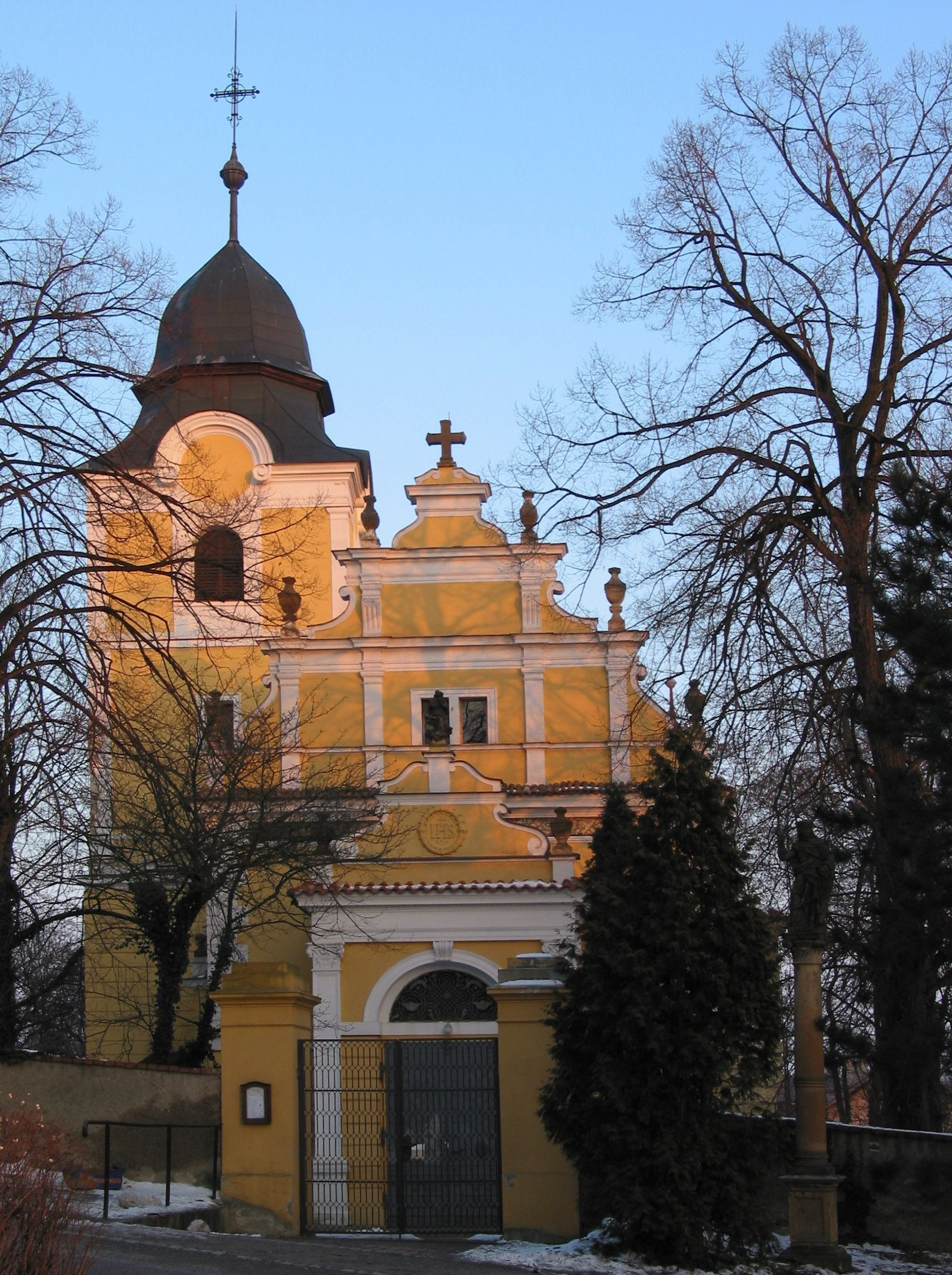
Klecany, přestavba kostela (1889–1892)
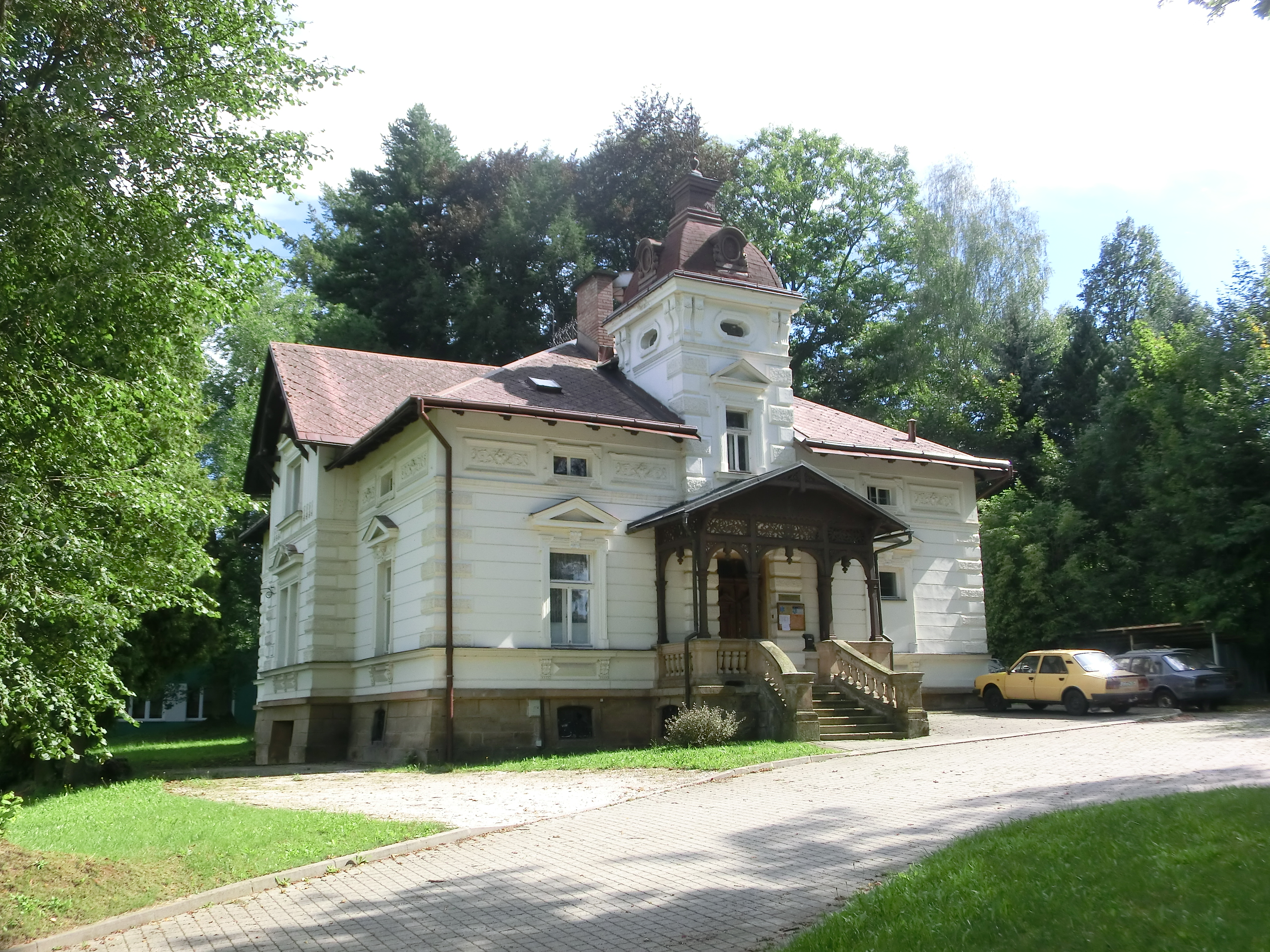
Dolní Kalná, Noskova vila (1890–1891)
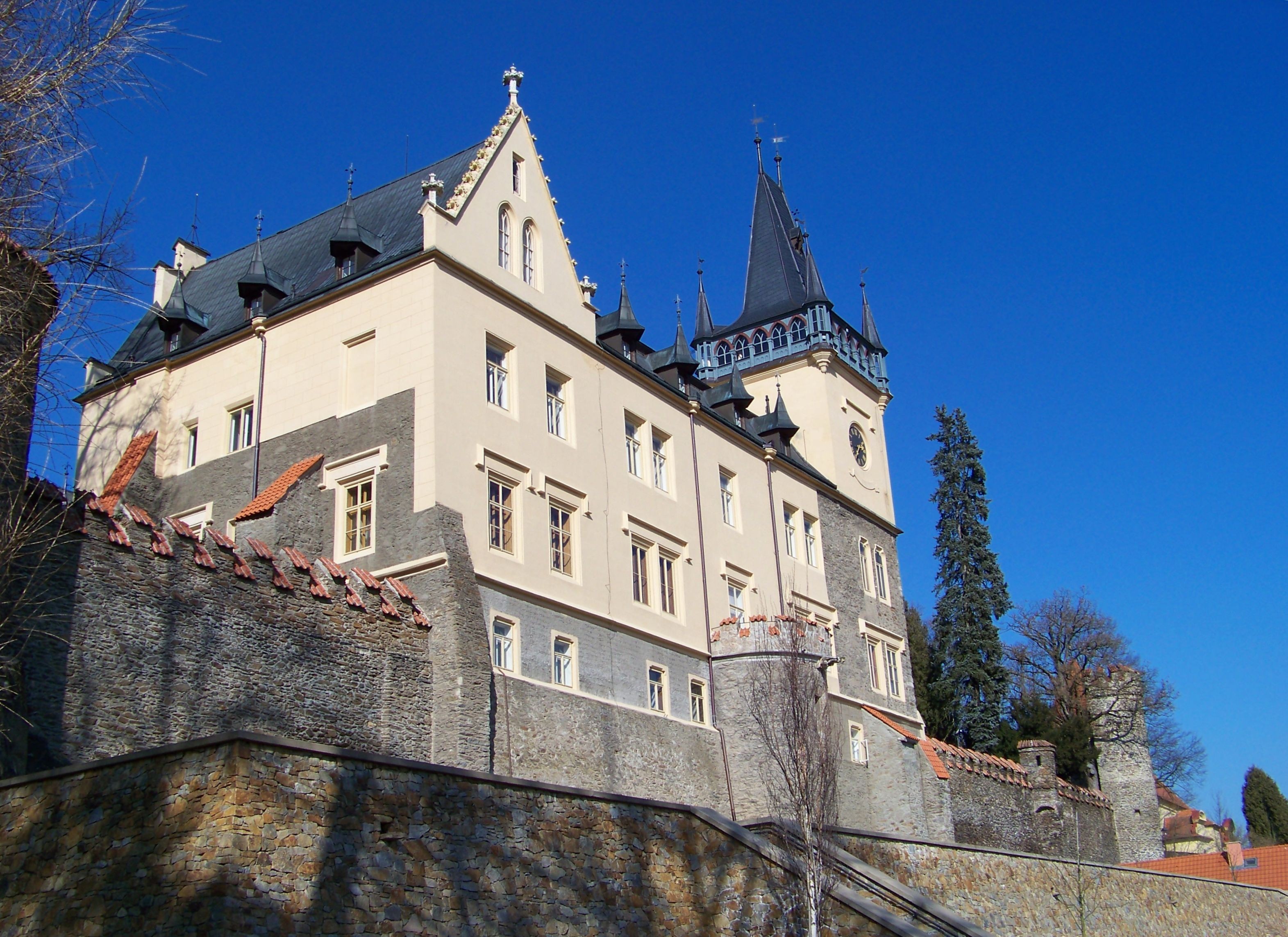
Zruč nad Sázavou, přestavba zámku (1891–1894)
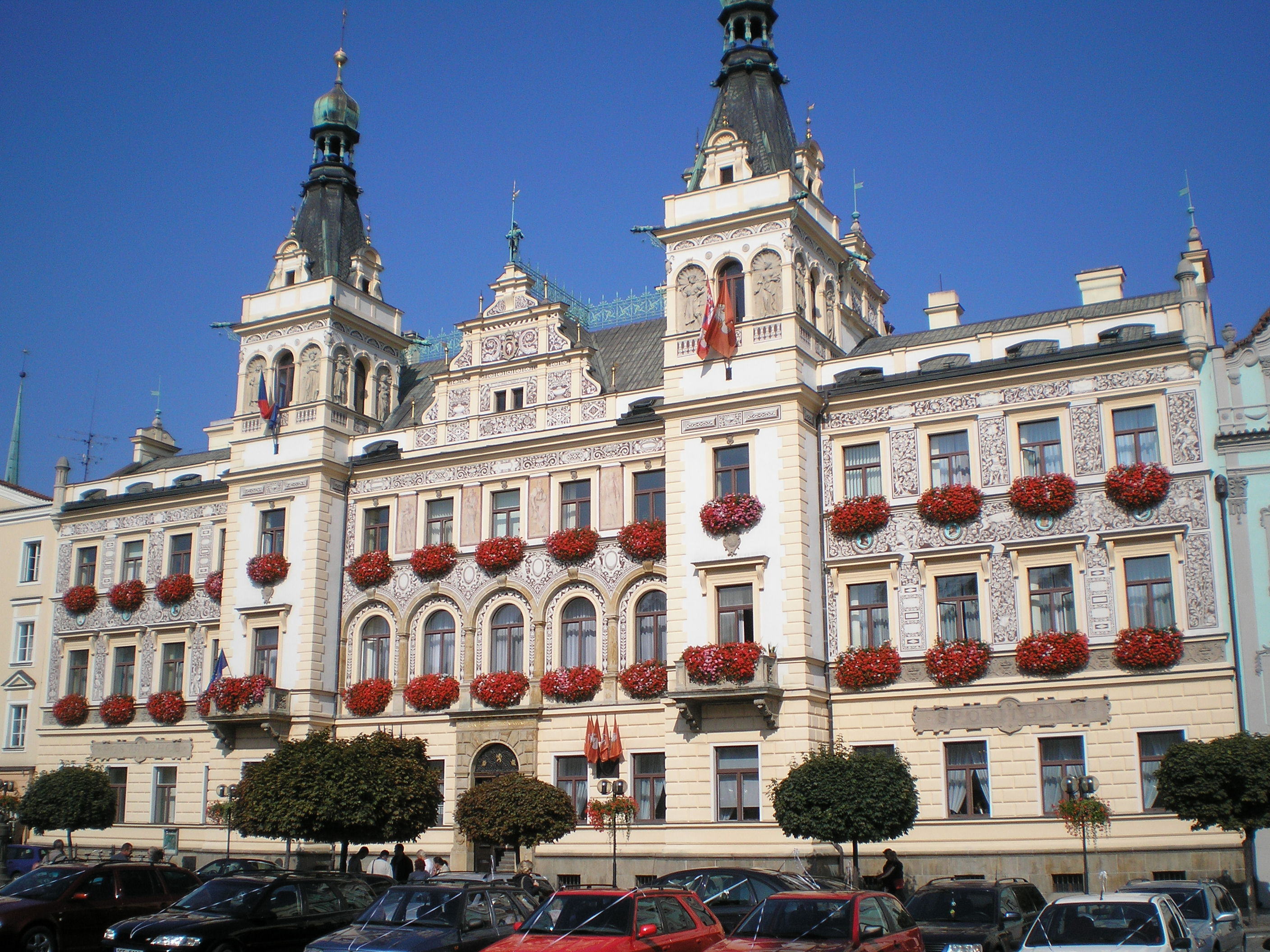
Pardubice, radnice (1892–1894)
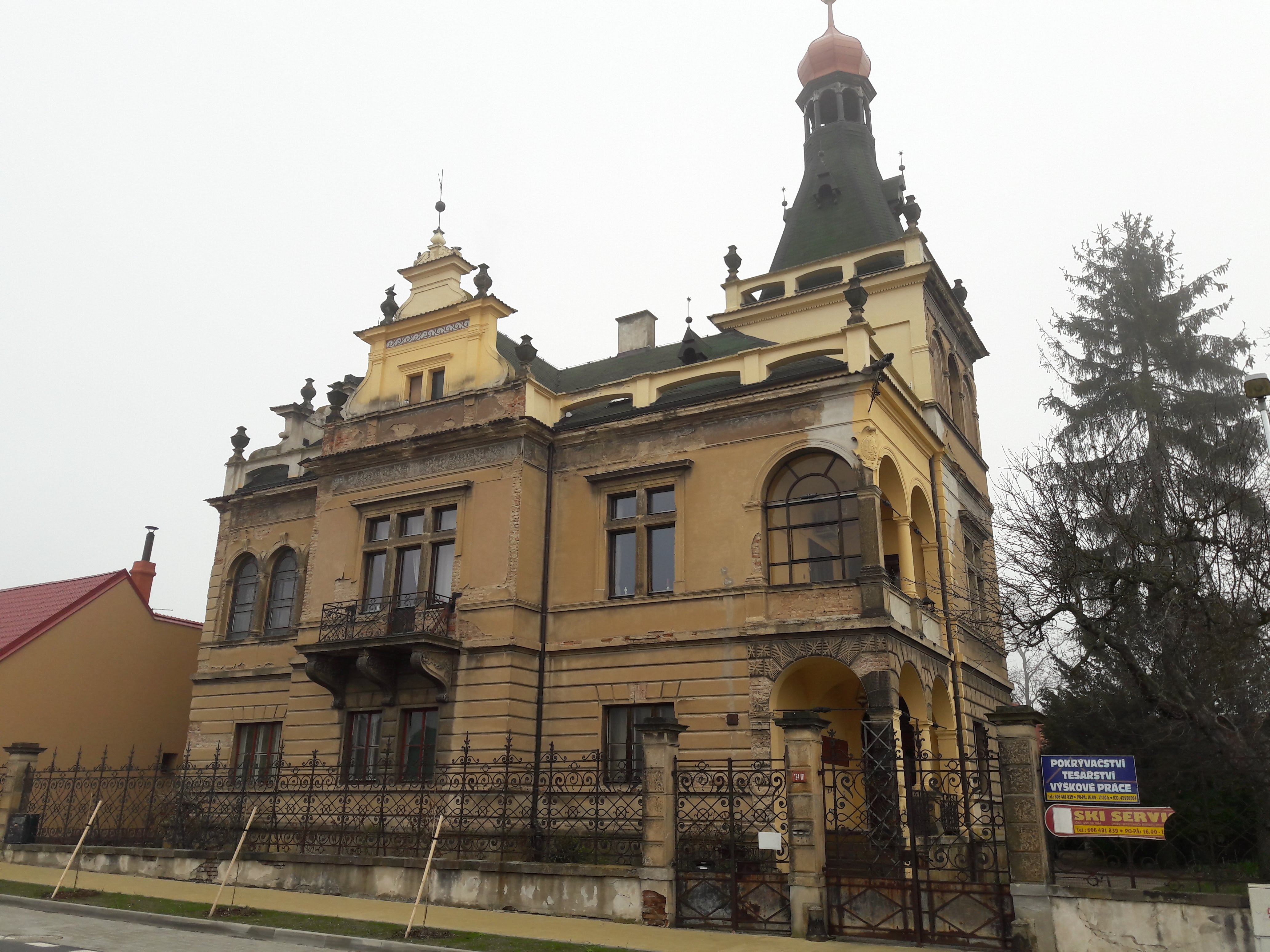
Chlumec nad Cidlinou, Kozelkova vila (1894)
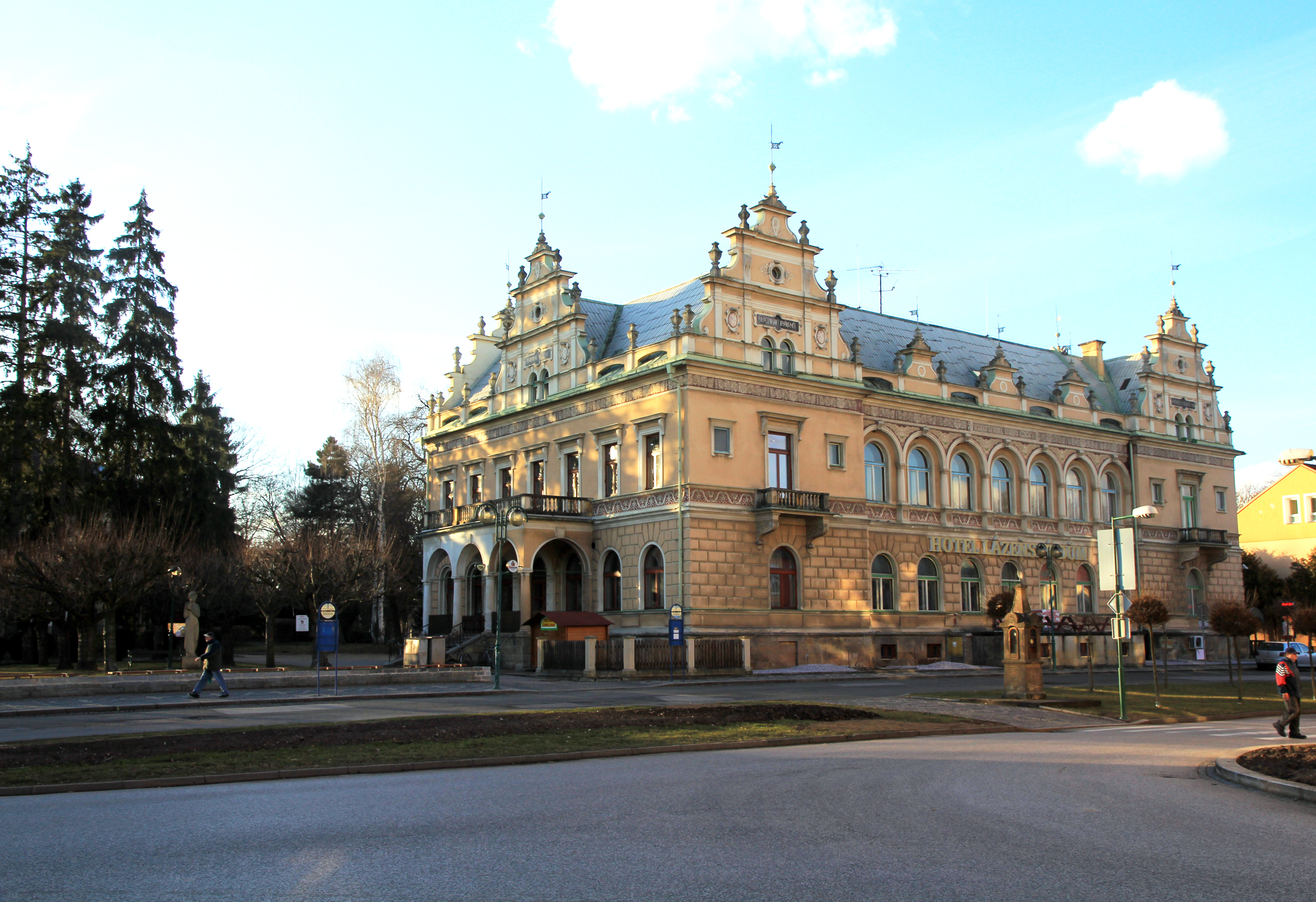
Lázně Bělohrad, Záloženský a společenský dům (1893–1894)
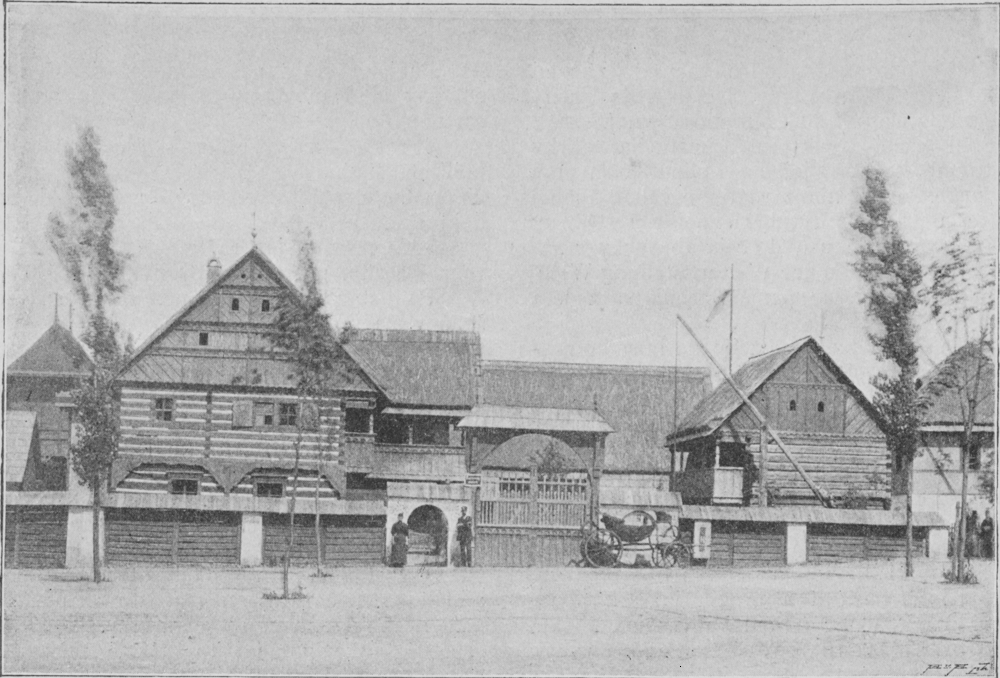
Národopisná výstava českoslovanská v Praze 1895, Statek pojizerský (1895)
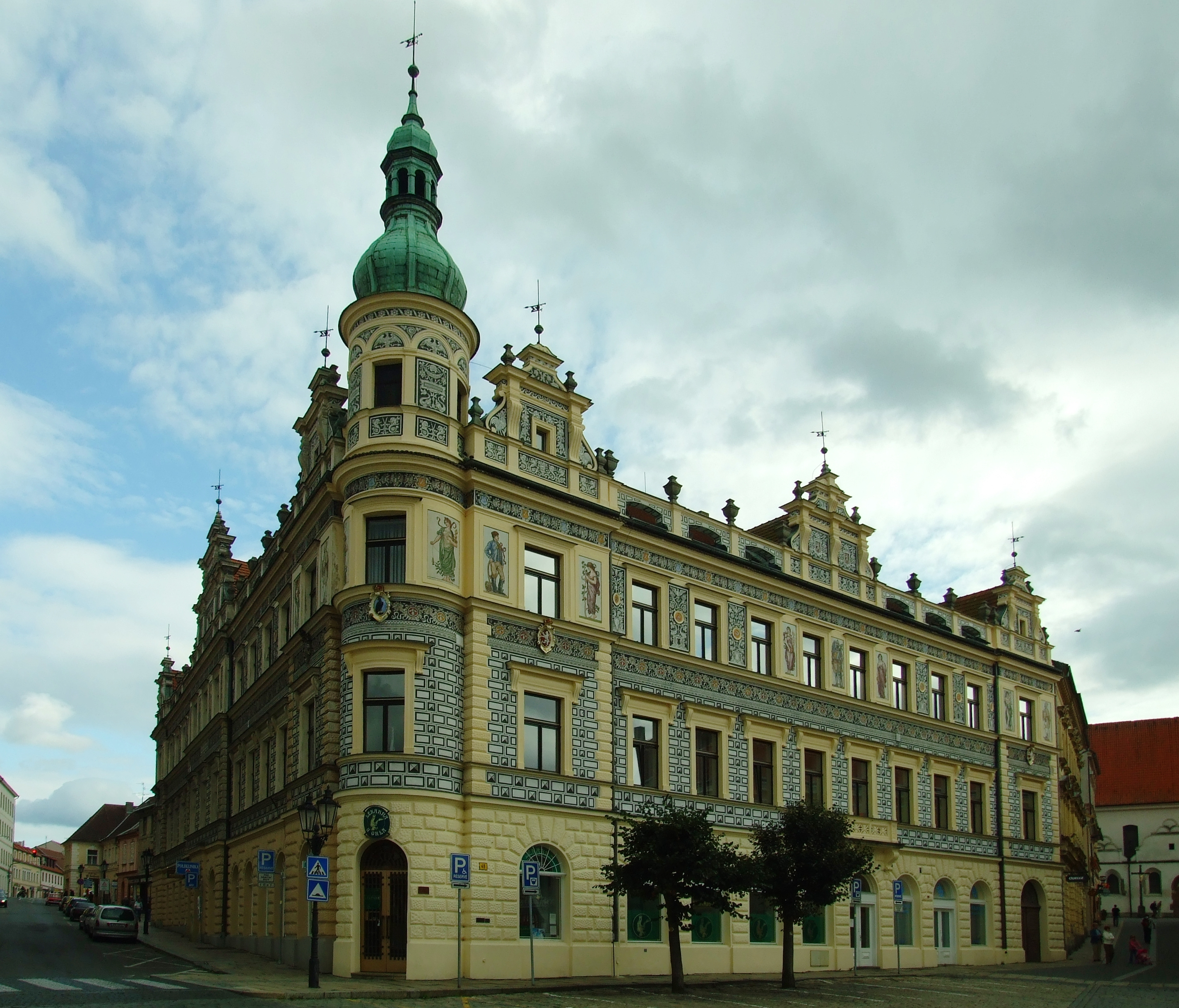
Písek, záložna (asi 1895)
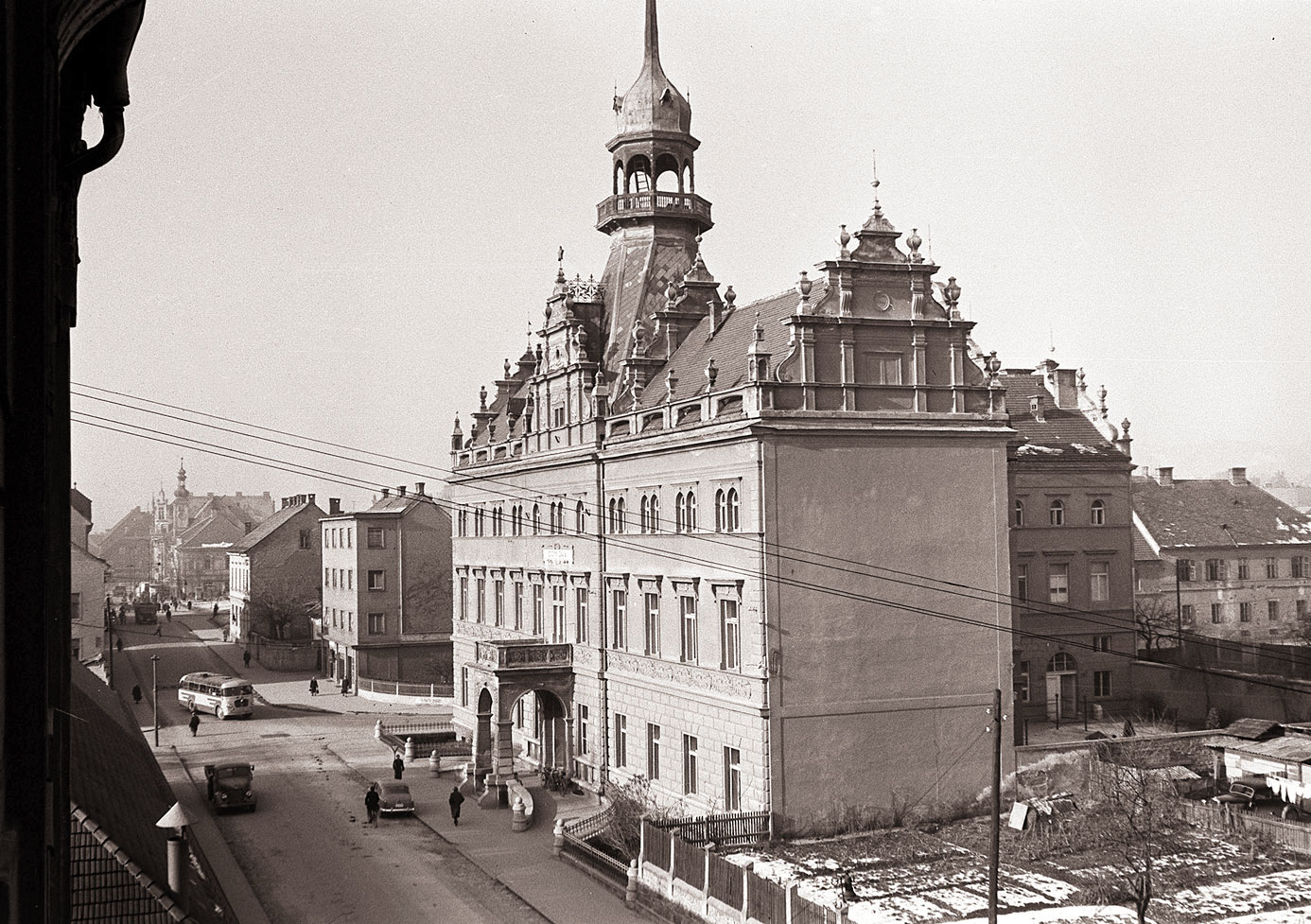
Maribor, Narodni dom (1897–1898)
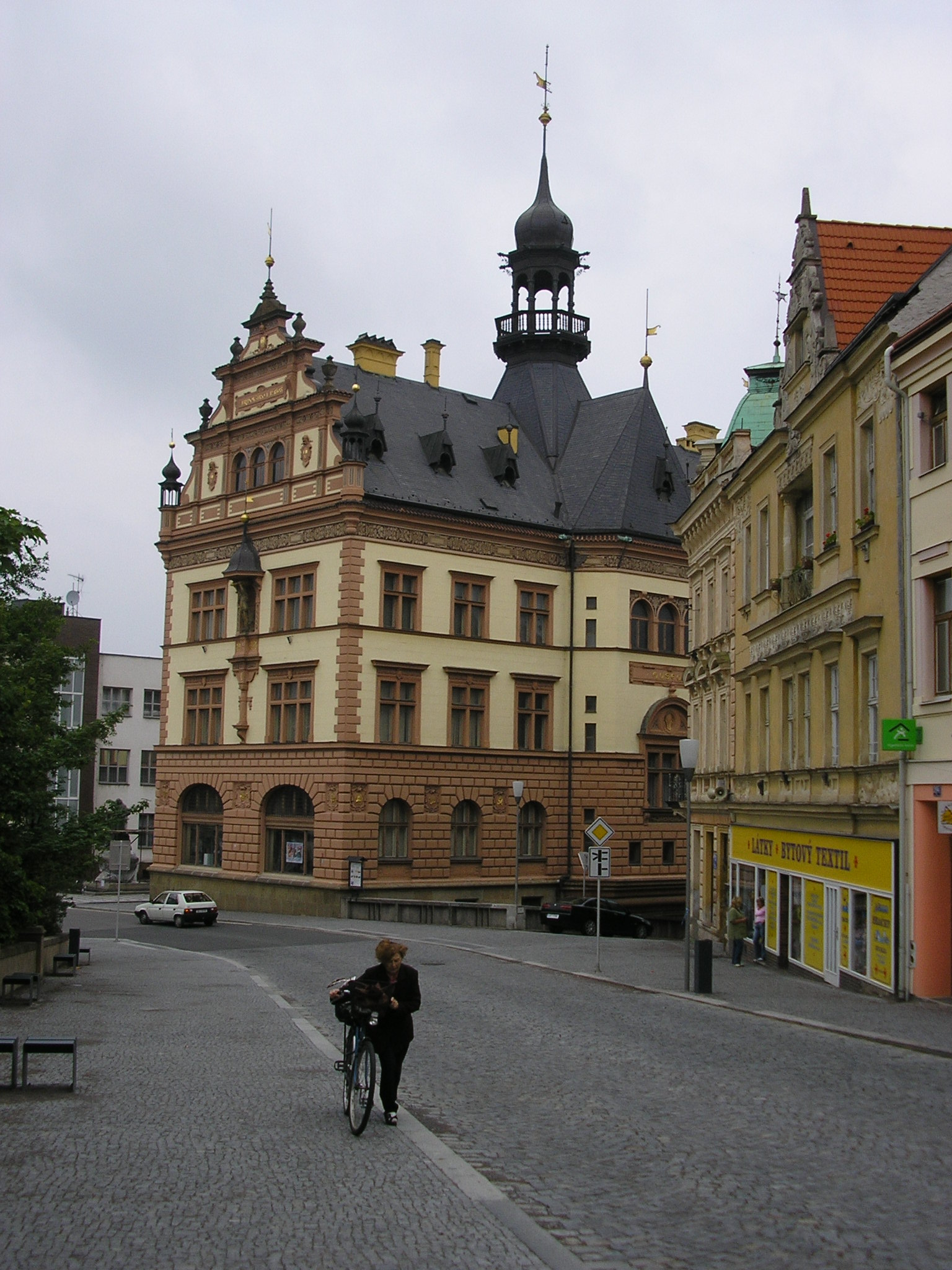
Chrudim, Průmyslové muzeum (1897–1898)
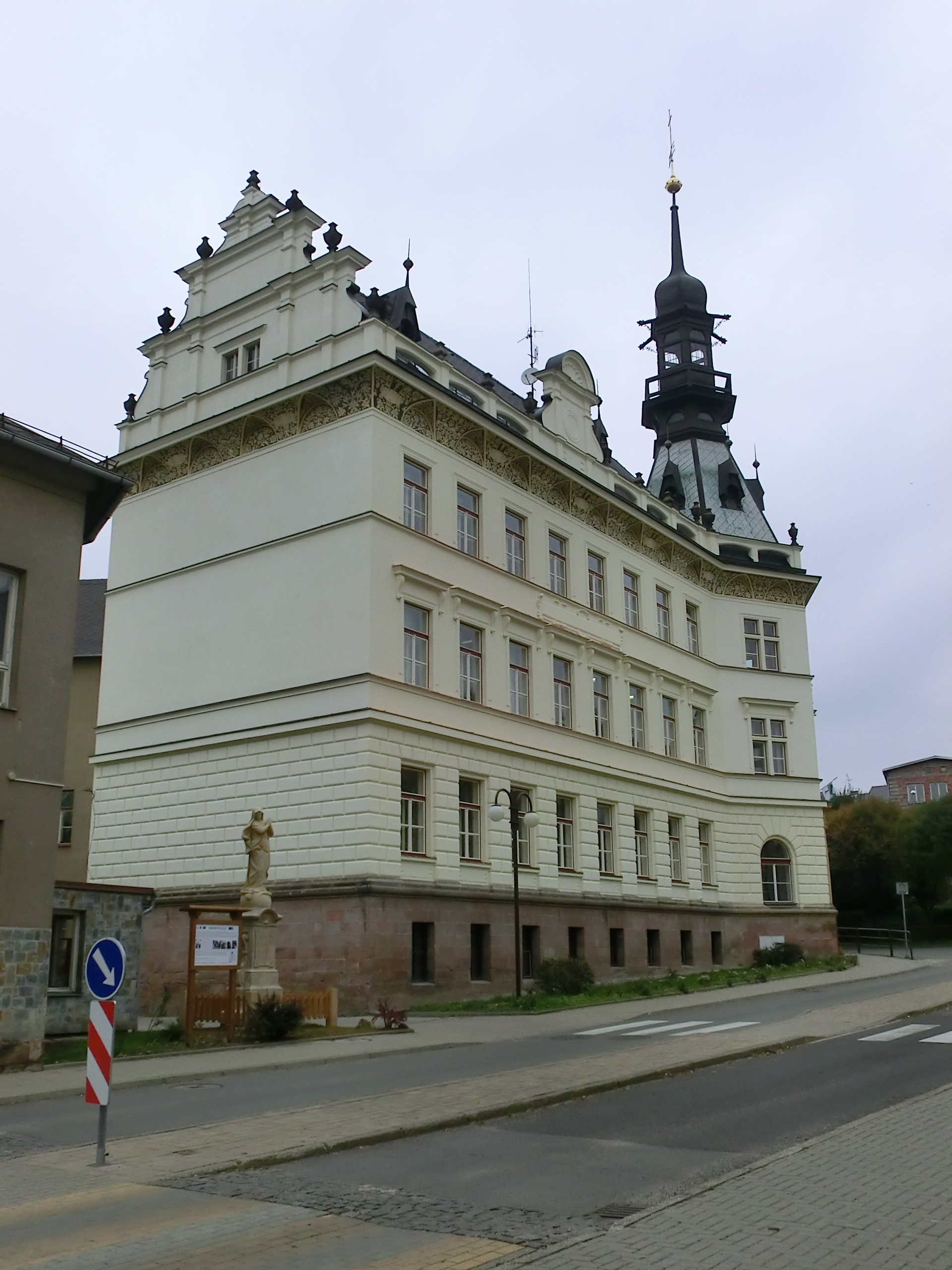
Jilemnice, Dívčí škola (1897–1899)
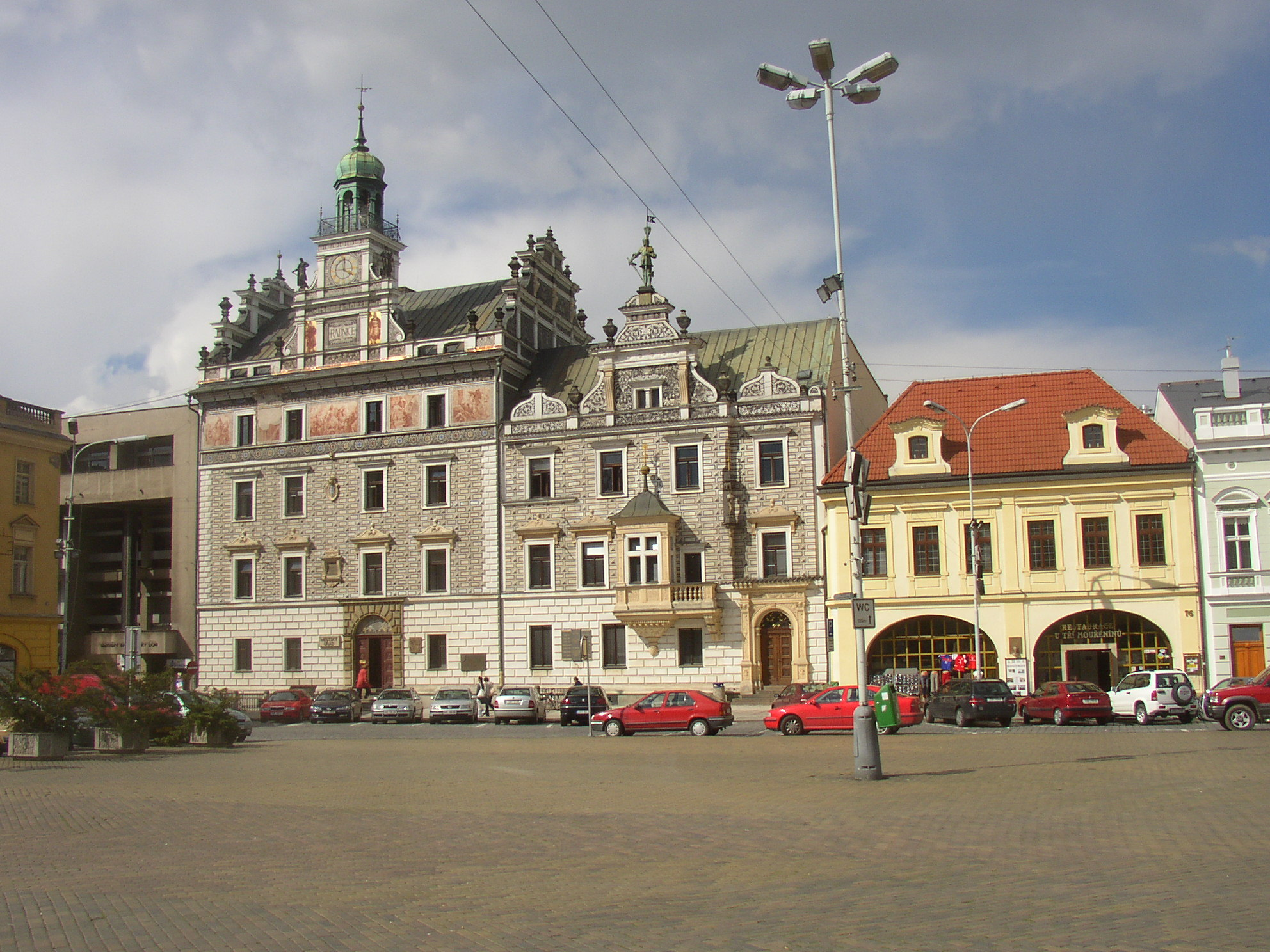
Kolín, radnice (výzdoba průčelí, 1898)
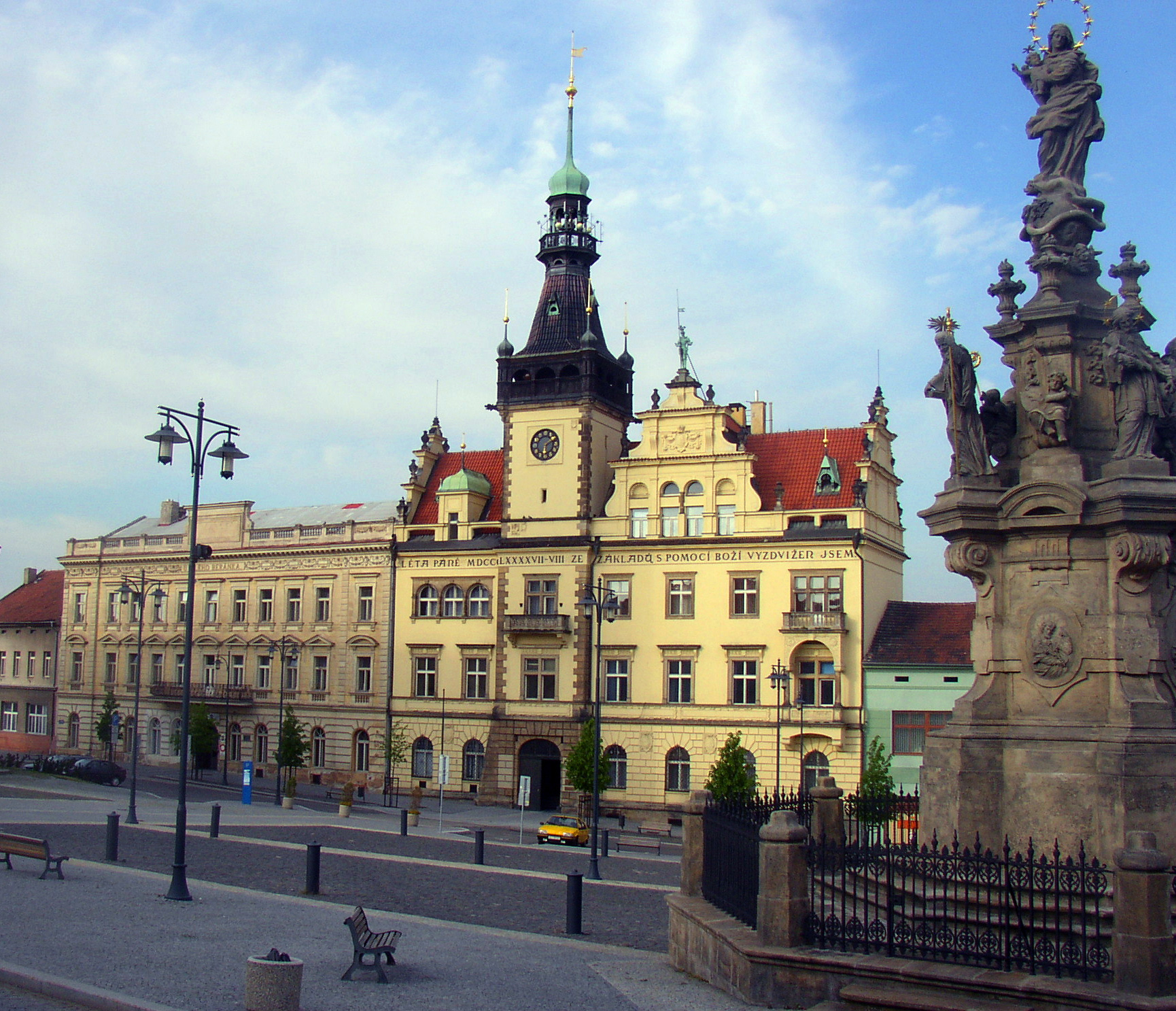
Kladno, radnice (1898–1899)
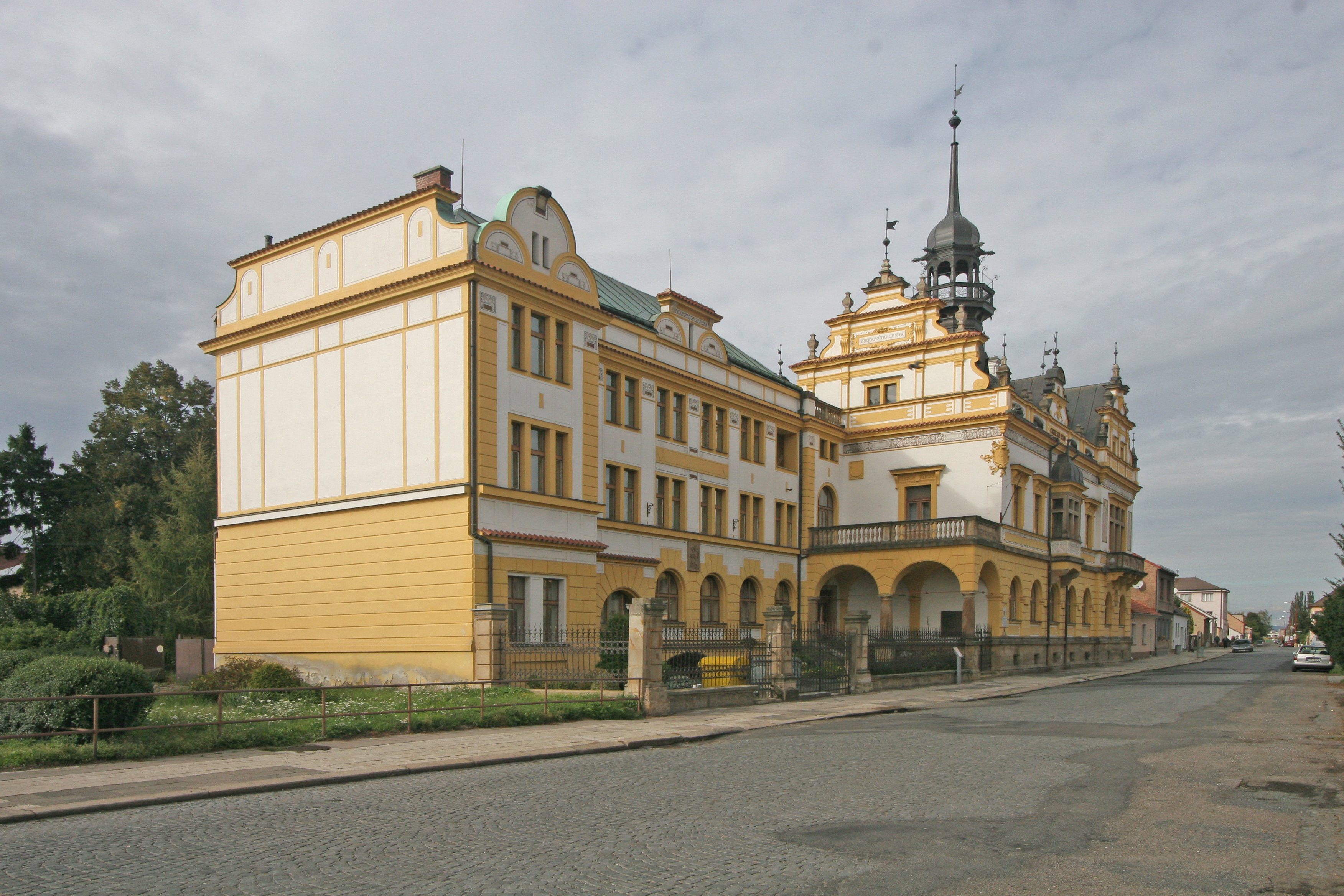
Nový Bydžov, Okresní dům – pouze pravá část (1898–1899)
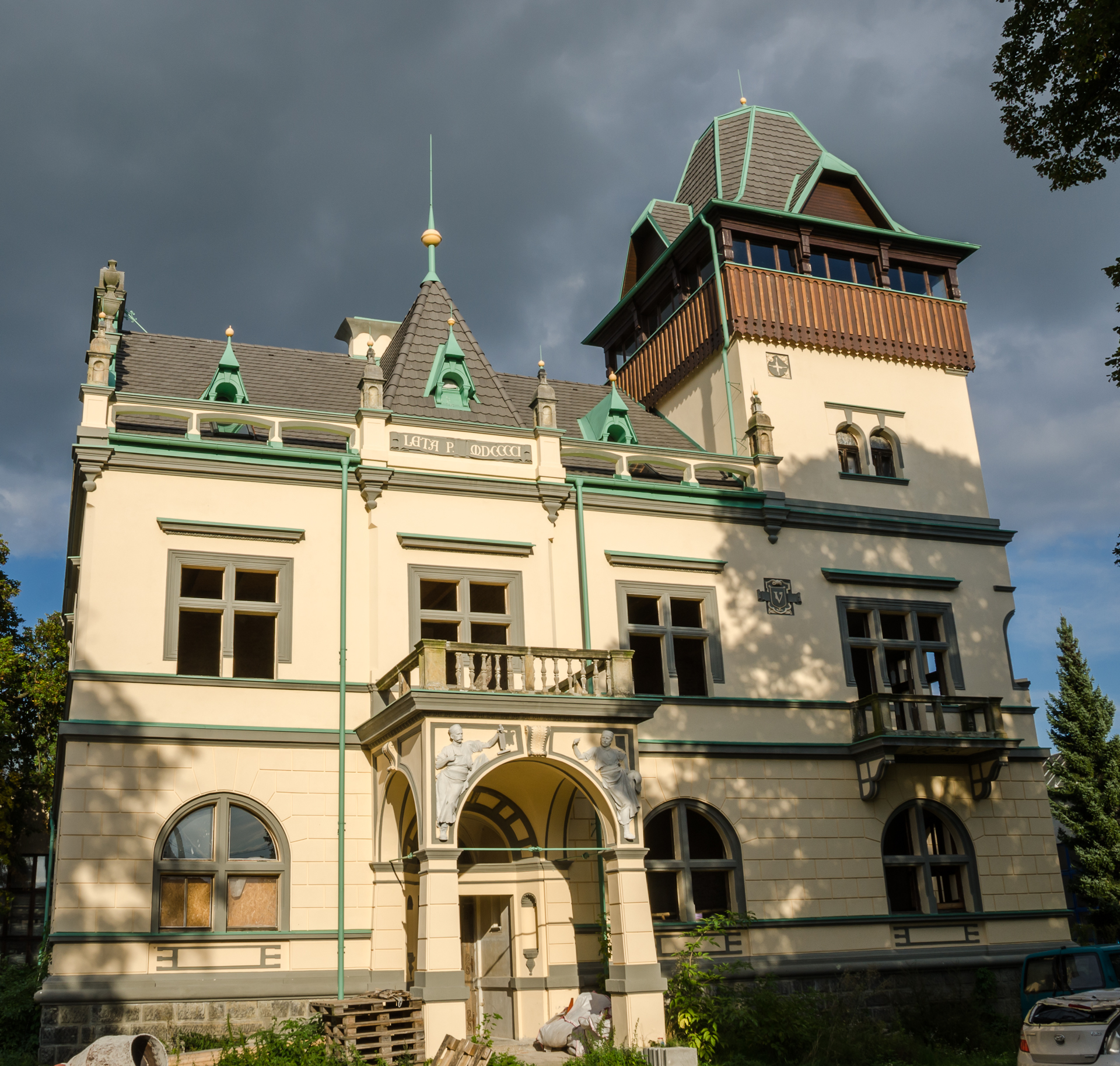
Dašice, Vosáhlova vila (1899–1901)
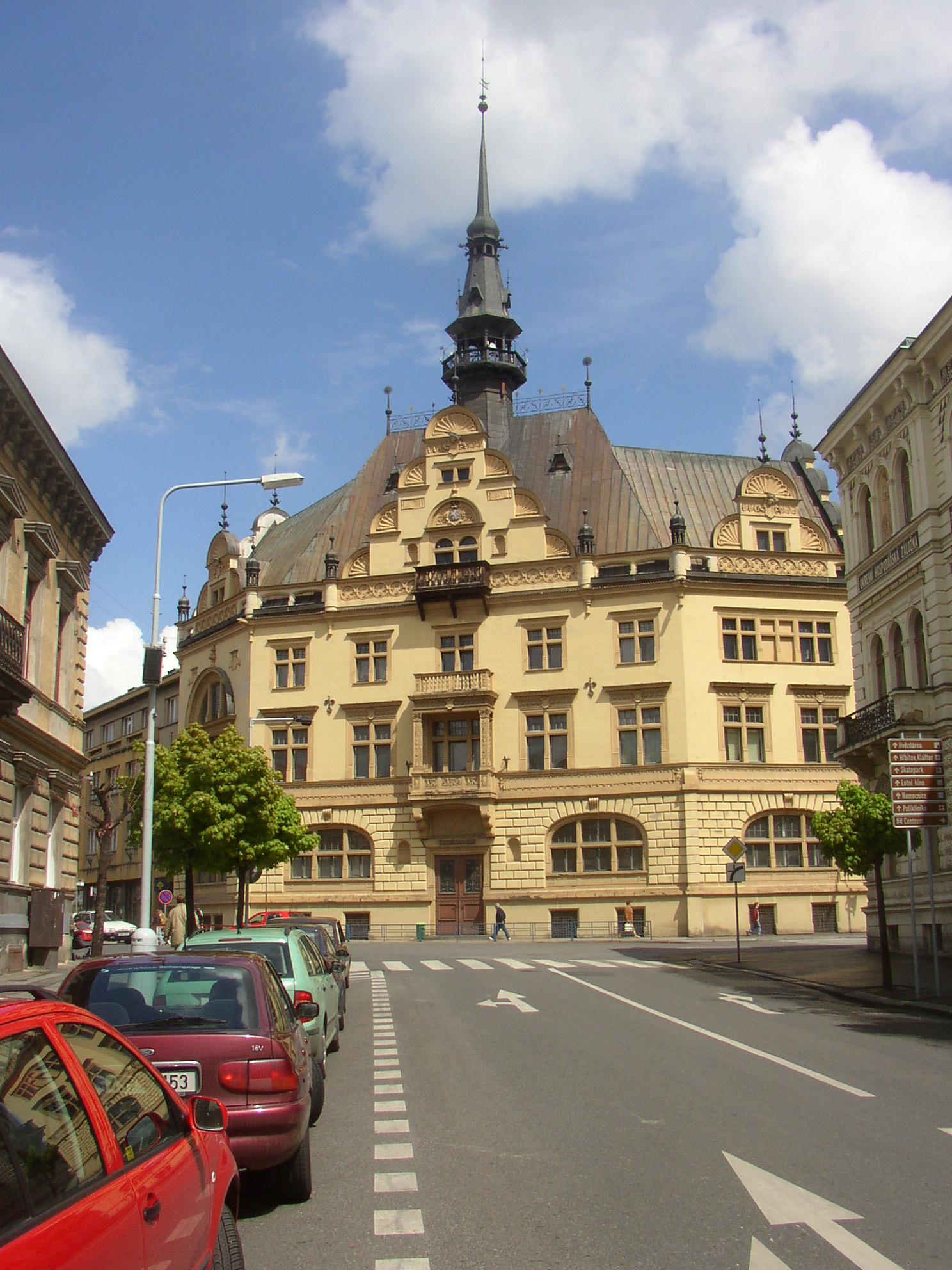
Slaný, Okresní dům (1900–1901)
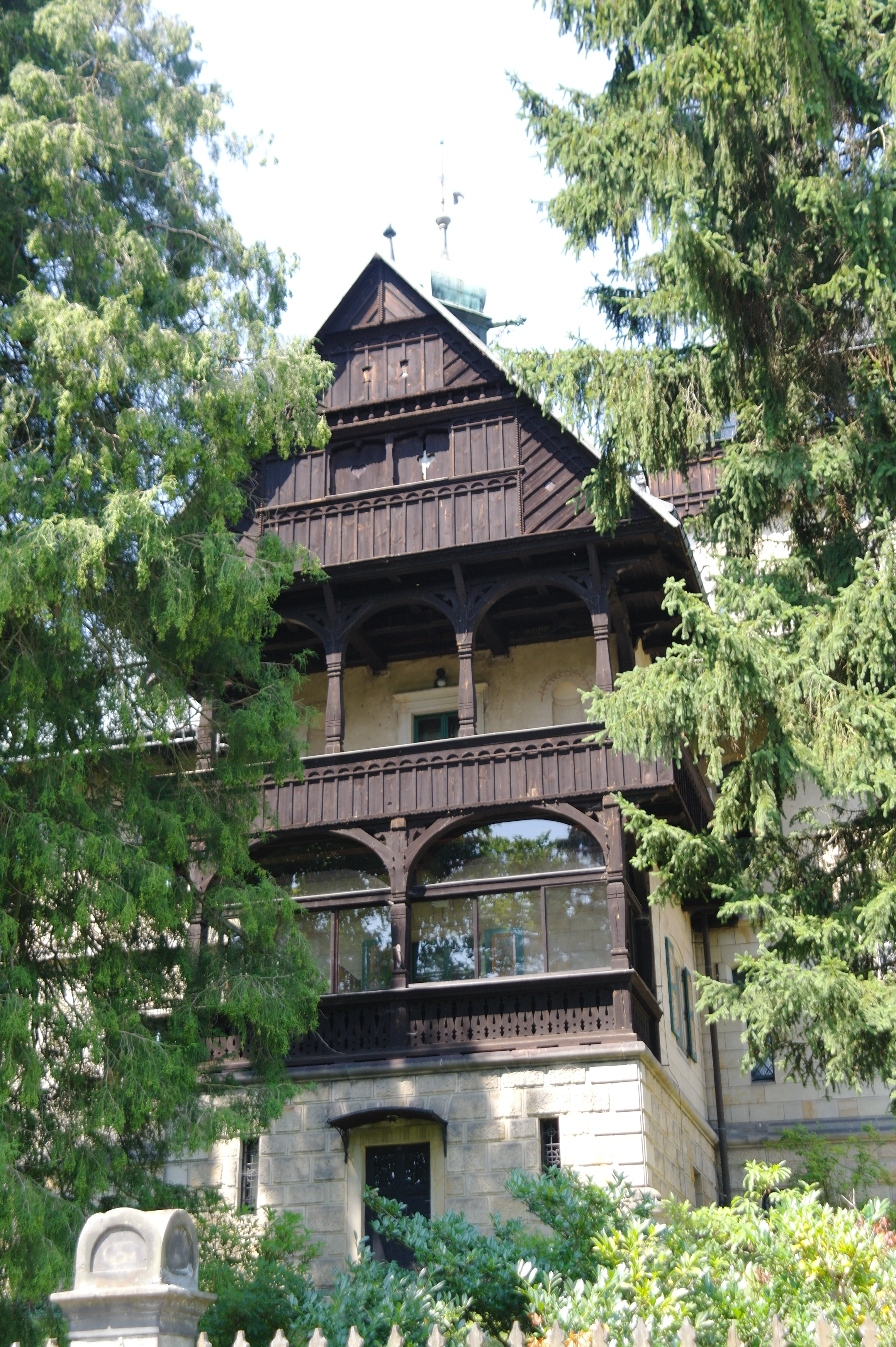
Hrubá Skála, Řezníčkova vila (1901)
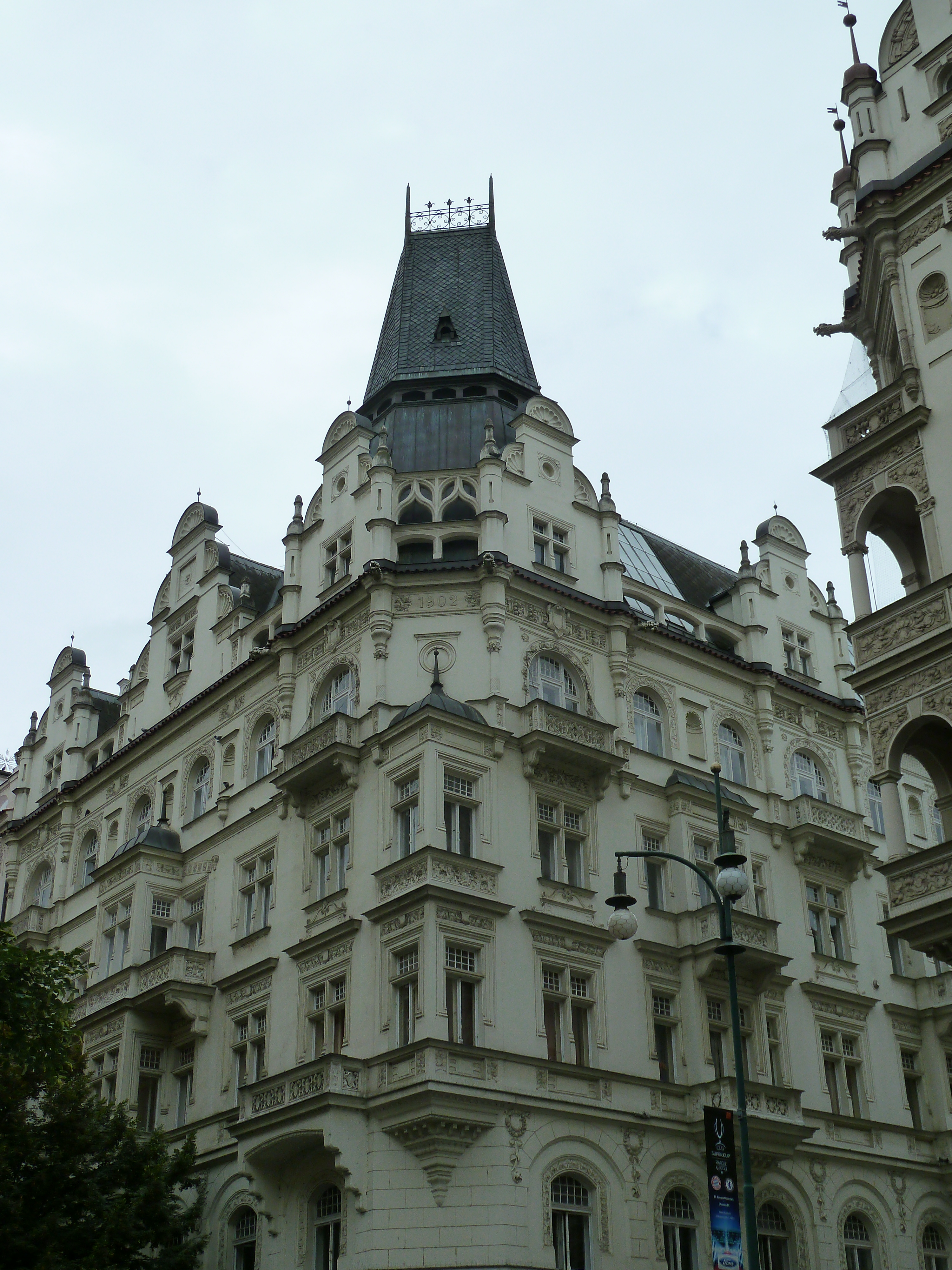
Praha, nájemní dům Pařížská 7 / Jáchymova 6 (1902)
Praha, Dům obchodnického spolku Merkur (1903–04)
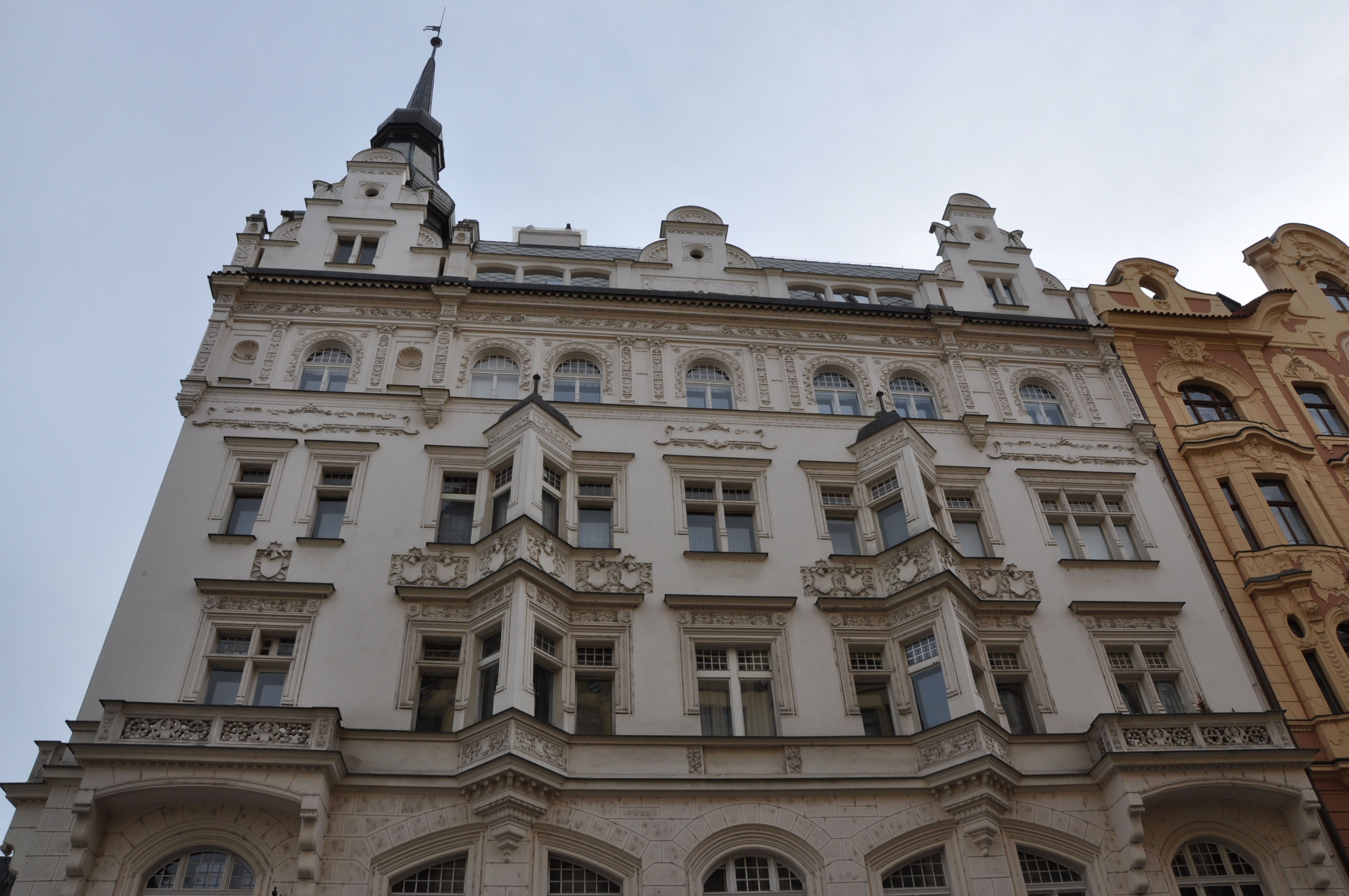
Praha, nájemní dům Pařížská 13 / Široká 16 (1902)
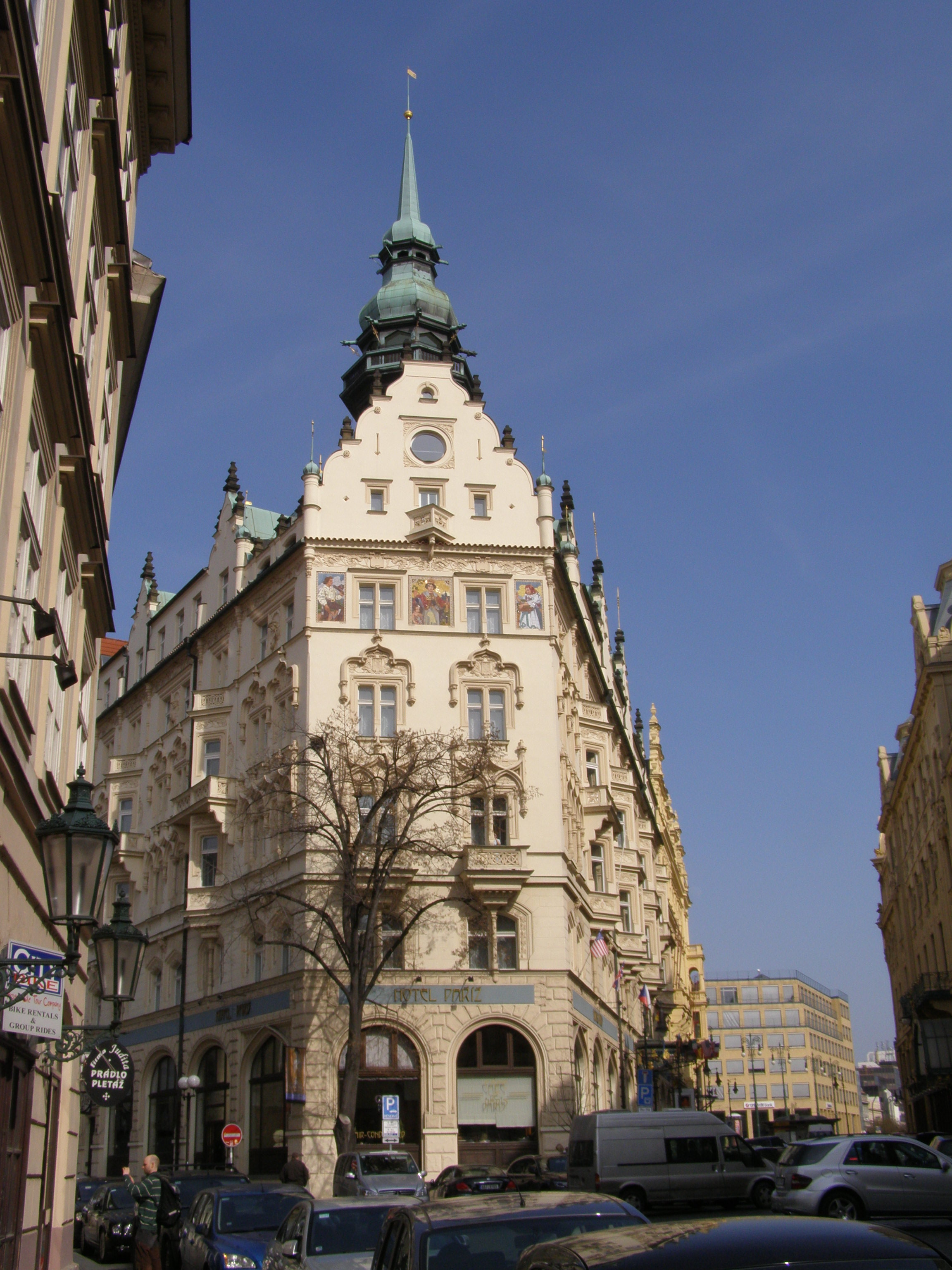
Praha, hotel Paříž (1904–1905)
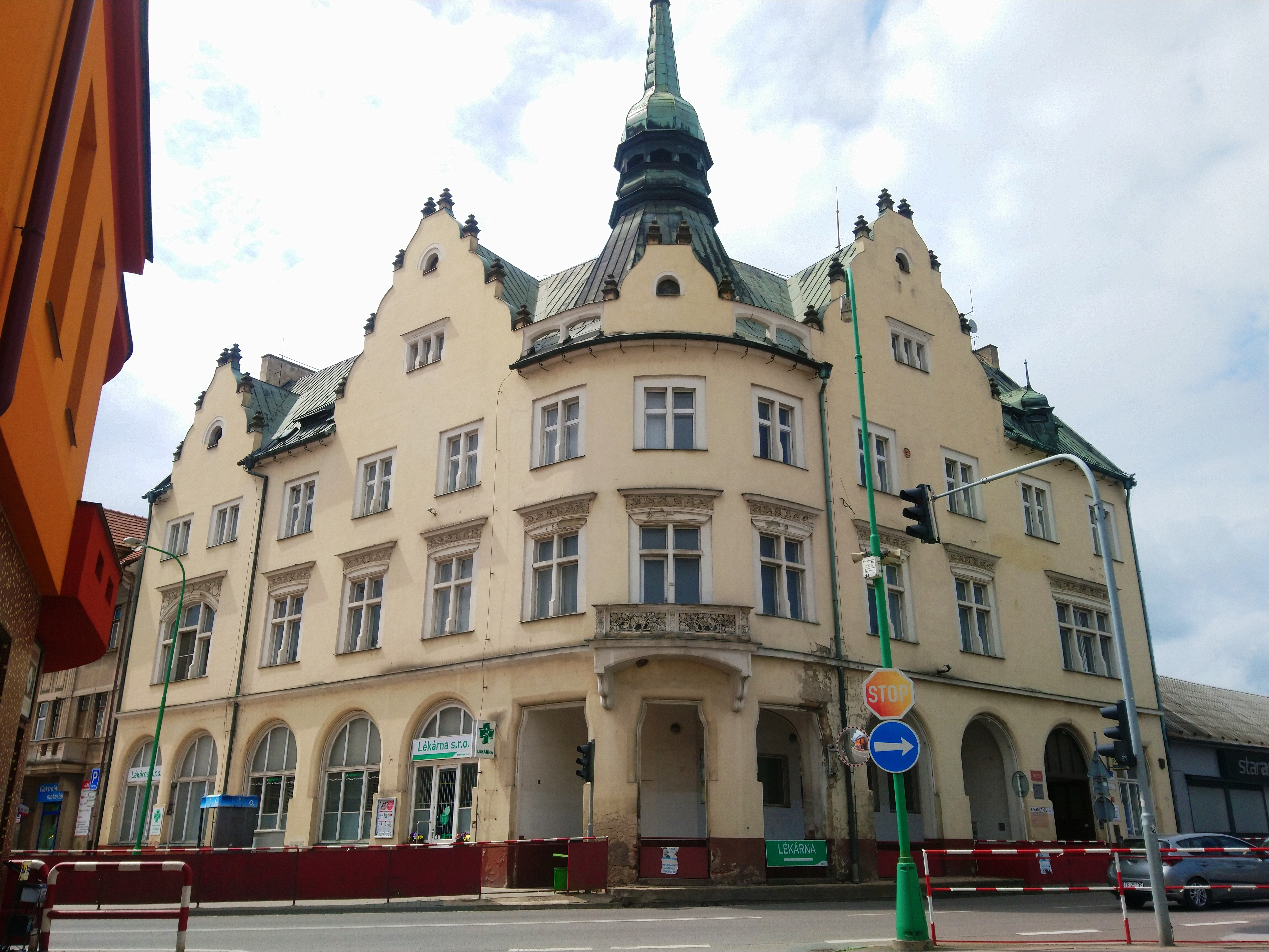
Chlumec nad Cidlinou, Okresní dům (1904–1905)
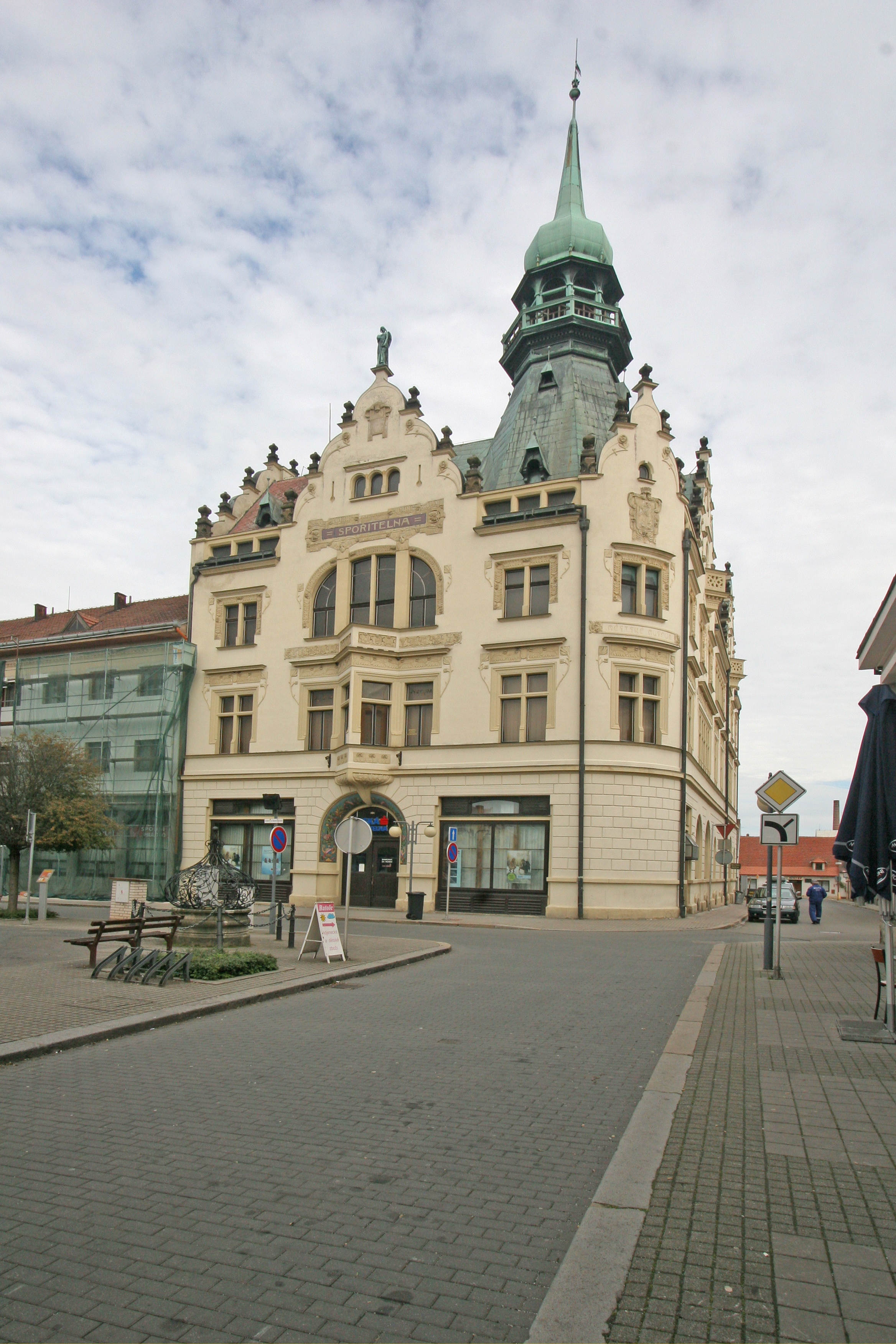
Nový Bydžov, spořitelna a muzeum (1906)
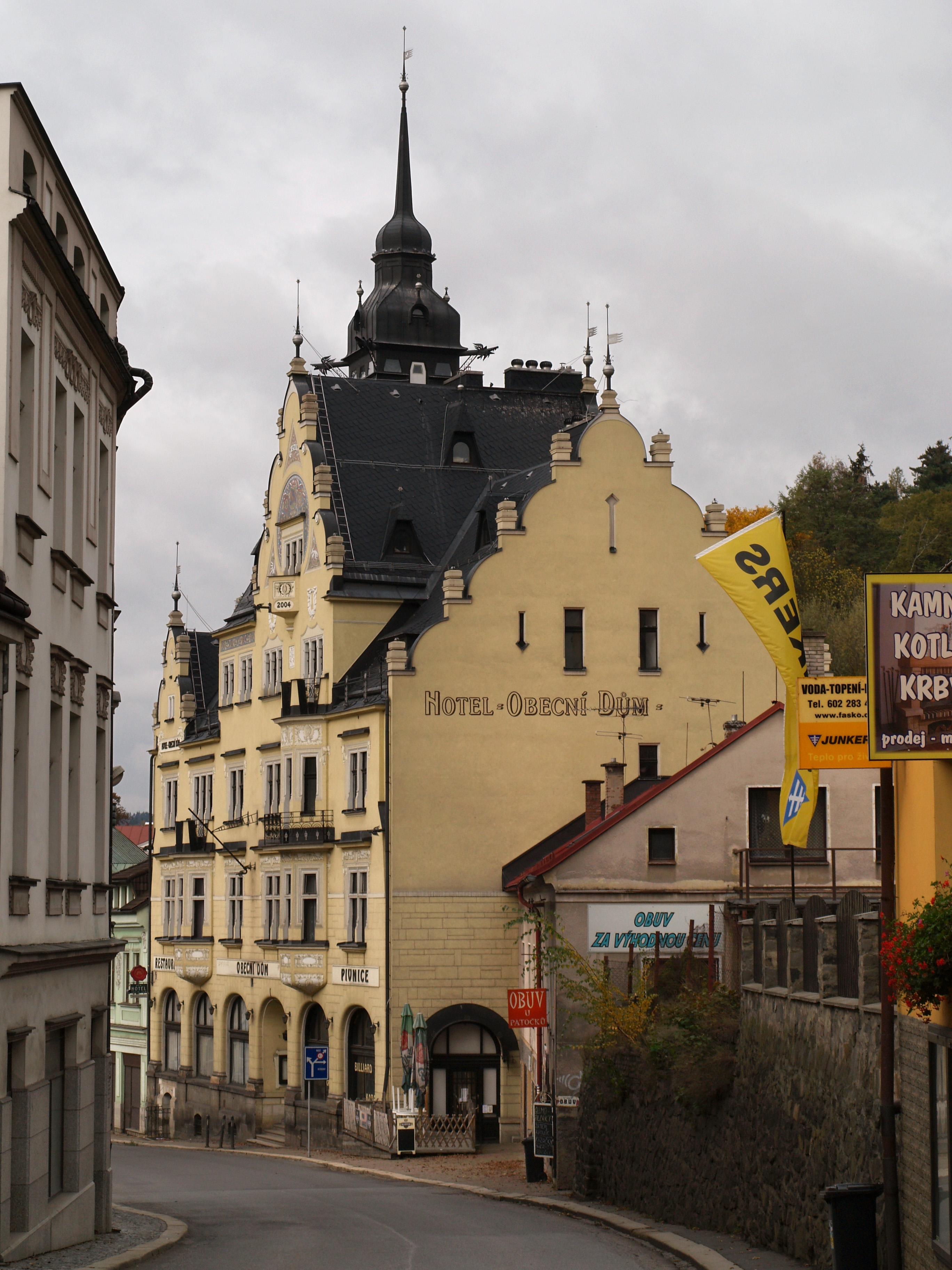
Semily, Obecní dům (1907–1908)
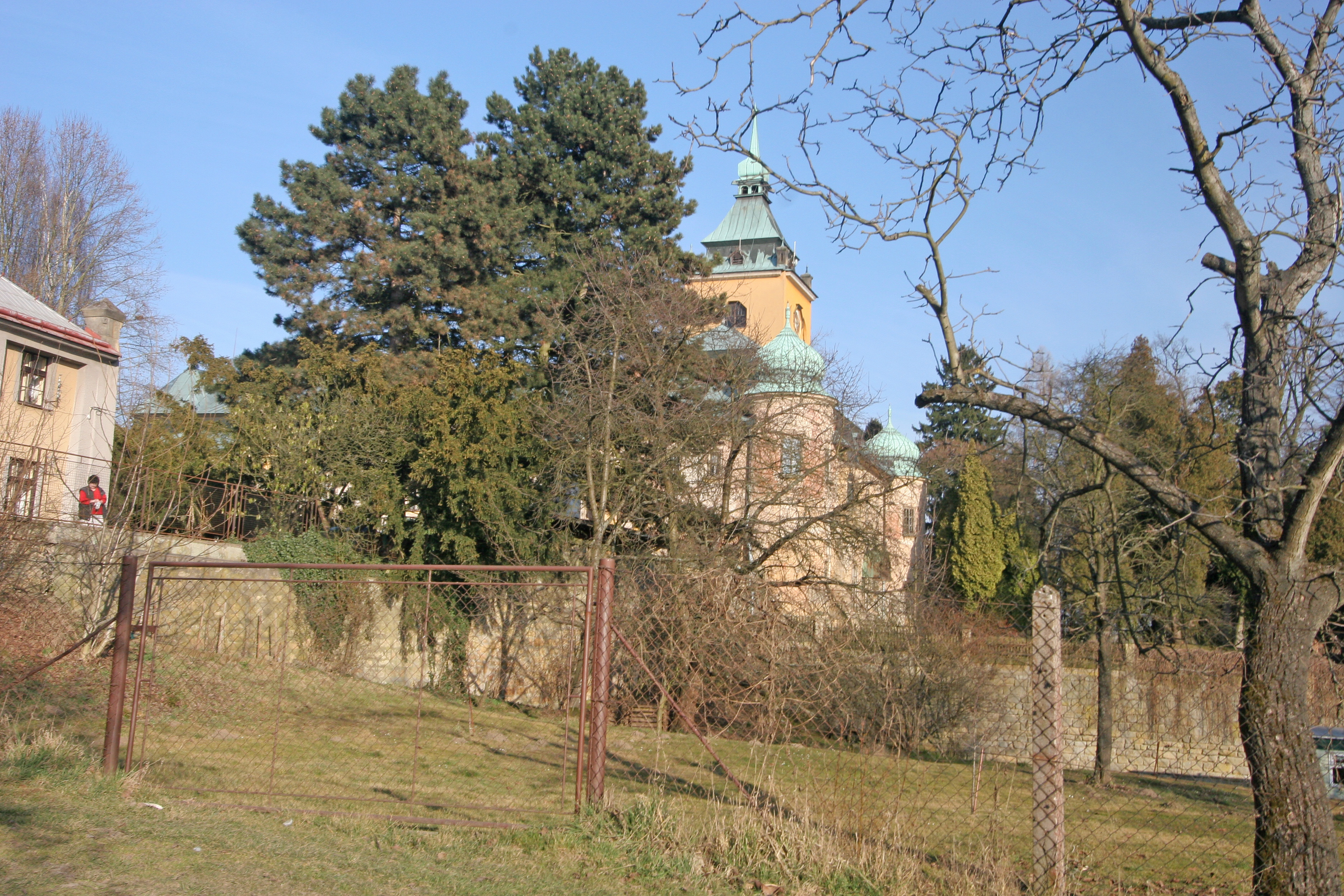
Holovousy, zámek (přestavba, 1905–1907)
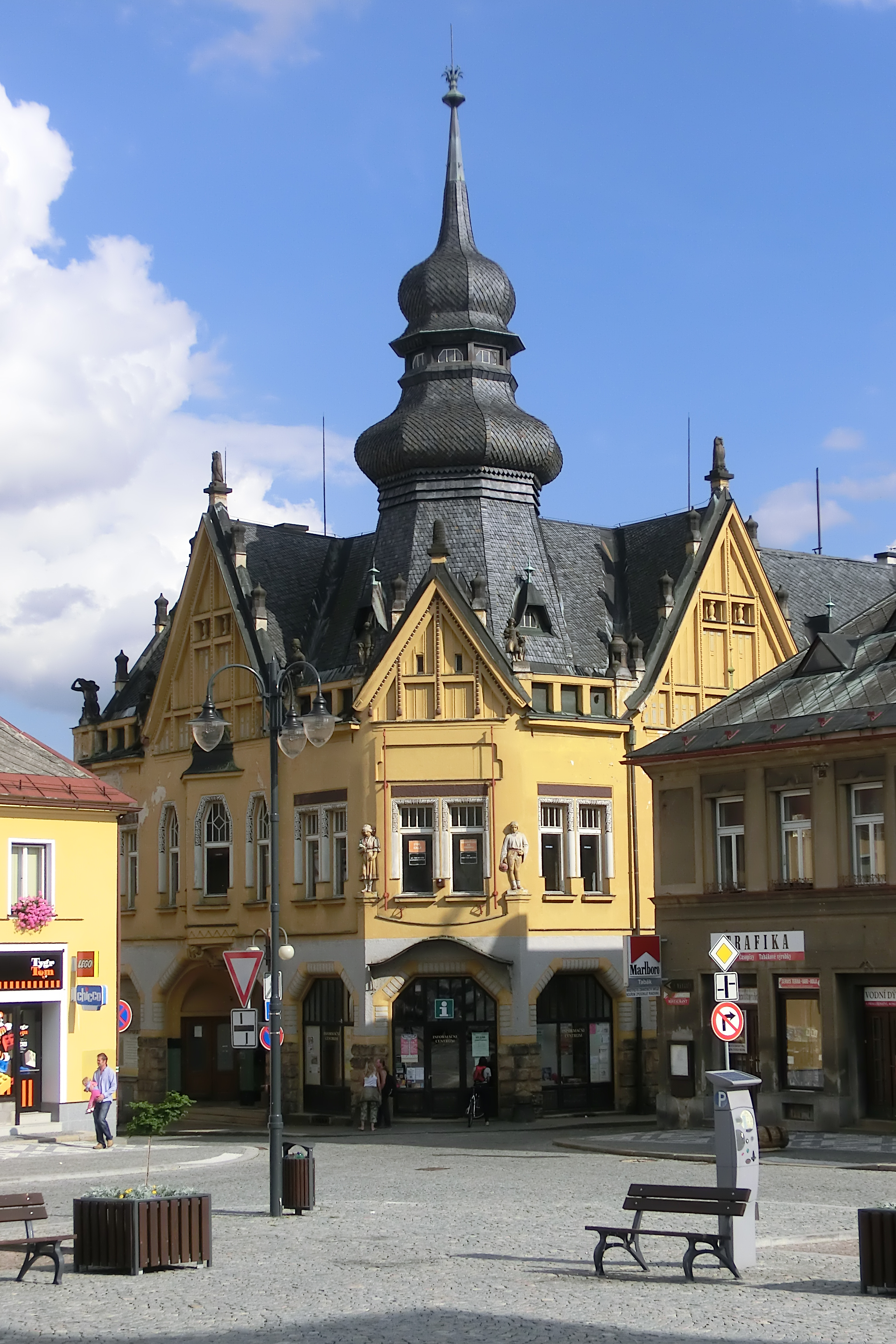
Jilemnice, Městská spořitelna (1910–1911)